# Càncer de pròstata
El càncer de pròstata o càncer prostàtic és un càncer que apareix a la pròstata, una glàndula de l'aparell reproductor masculí que s'encarrega de produir certs elements del líquid seminal. Té lloc quan les cèl·lules de la pròstata muten i comencen a multiplicar-se sense control. Aquestes cèl·lules poden anar de la pròstata a altres òrgans (metàstasi), especialment als ossos i als ganglis limfàtics. El càncer de pròstata pot causar dolor, dificultat en la micció, disfunció erèctil i altres símptomes.
La prevalença del càncer de pròstata varia al llarg del món. La malaltia és menys comuna al nord i a l'est d'Àsia, més comuna als EUA i molt comuna a Europa del Nord. Segons la Societat Americana contra el Càncer, el càncer de pròstata és menys comú en els homes asiàtics i més comú en els homes negres. Malgrat això, aquestes dades poden estar afectades per l'increment en la detecció d'aquesta patologia en els països on la malaltia és més prevalent. A Girona, la incidència percentual sobre el total de càncers és del 13%; per a homes al voltant del 19%.
El càncer de pròstata es desenvolupa més freqüentment en homes d'uns cinquanta anys. Pot aparèixer en homes i també en dones trans o persones no binàries que mantinguin l'aparell reproductiu masculí. És el càncer més comú als Estats Units, on és el segon càncer responsable de més morts, després del càncer de pulmó. Malgrat això, molts homes que desenvolupen càncer prostàtic són asimptomàtics, no necessiten tractament i ocasionalment moren d'altres causes. Molts factors, com la genètica i la dieta, estan implicats en l'origen, l'evolució i la prognosi d'aquest càncer.
En la majoria dels casos es diagnostica a través de l'examen físic o bé per anàlisi, com la prova PSA (Prostate specific antigen). Les sospites de càncer de pròstata es confirmen extreient una mostra de la pròstata (biòpsia tissular) i examinant-la sota el microscopi. Altres tècniques, com els rajos X o la tomografia computada, es poden utilitzar per determinar si el càncer s'ha estès en forma de metàstasis.
A Catalunya, té una taxa de supervivència a cinc anys al voltant del 96%. A Catalunya, les taxes de mortalitat (x 100.000 hab.; i en % sobre el total de càncers per sexe; estandarditzades segons sexe, 2018) són: 17,36 homes;; 7,35% en homes.

## Epidemiologia
El càncer de pròstata és la segona causa en importància de mort per càncer en homes majors de 55 anys dels Estats Units, superat només pel càncer de pulmó. La Societat Americana contra el Càncer estima que el 2002 moriren 30,200 homes als Estats Units per càncer de pròstata i que suposa l'11% de les morts per càncer en homes.
A Espanya té una incidència d'uns 30 casos nous per cada 100.000 habitants a l'any. S'estima que la incidència i la mortalitat augmentarà un 50% en els pròxims 25 anys. A Espanya, també és el tumor més freqüent en homes (13%) i la tercera causa de mort per tumor en homes majors de 50 anys. La taxa de mortalitat en homes a Espanya el 1997, ajustada a la població estàndard europea, fou de 23,48 per cent mil pel càncer de pròstata, superada pel càncer de pulmó (69,91) i el càncer colorectal (25,94).
- De tots els barons diagnosticats amb càncer de pròstata, el 97% estan vius al cap de cinc anys del diagnòstic, el 79% al cap de deu anys, i el 57% al cap de quinze anys. Aquestes xifres inclouen tots els estadis i graus del càncer de pròstata, però no tenen en compte els homes que moren per altres causes.
- Almenys el 70% de tots els càncers de pròstata es diagnostiquen quan encara estan localitzats o confinats dins de la pròstata, i almenys el 85% no s'han estès als teixits de voltant de la pròstata ni als ganglis limfàtics. La taxa de supervivència específica al cap de cinc anys de tots aquests homes voreja el 100%.
- Només un 6% dels homes diagnosticats amb càncer de pròstata el tenen estès a altres parts distants del cos, i d'aquests només el 34% està viu al cap de cinc anys.

Com que el càncer de pròstata es produeix normalment en homes grans que sovint tenen altres problemes de salut, la supervivència específica és generalment usada com mètode estàndard per parlar del pronòstic.
Malauradament, és impossible obtenir completament les xifres de supervivència. Per obtenir una mesura realista de la supervivència al cap de deu anys, és necessari recopilar pacients diagnosticats tretze anys enrere. Calen més de deu anys de seguiment per oferir dades aproximades.
Sembla que la taxa de mortalitat per càncer de pròstata ha disminuït als Estats Units, perquè els homes han estat diagnosticats més precoçment. Això significa que els pacients diagnosticats en estadi precoç tenen probablement millor pronòstic que els diagnosticats en estadi avançat.
La incidència del càncer de pròstata ha augmentat més d'un 100% en els últims deu anys. Entre els possibles factors que han provocat un augment de la incidència del càncer de pròstata destaquen:
- Envelliment de la població.[10]
- Disminució d'altres causes de mortalitat.
- Millores en les tècniques de diagnòstic, com la biòpsia transrectal ecodirigida, la ressonància magnètica nuclear i la determinació dels nivells de l'antigen prostàtic específic en sang.
- Programes de detecció precoç.
- Major informació en la població de risc.
- Gran increment d'intervencions quirúrgiques sobre malalties benignes de la pròstata, com la hiperplàsia prostàtica benigna i, per tant, hi ha hagut un augment del diagnòstic incidental de càncer en estadi precoç.
- No obstant això, el constant augment de les taxes de mortalitat indica que l'increment de la incidència no és únicament atribuïble al diagnòstic casual o diagnòstic precoç, sinó al canvi en els patrons de risc de desenvolupar aquesta malaltia.

Les estratègies per millorar la mortalitat per càncer de pròstata són la prevenció primària, les millores en els tractaments i el diagnòstic precoç.
A la Unió Europea, el càncer de pròstata té una prevalença en autòpsies del 30%, una incidència de detecció casual o incidental del 12%, una incidència clínica del 4% i una mortalitat específica del 2%.

## Etiologia
Encara no es coneixen exactament les causes del càncer de pròstata. Tanmateix, algunes investigacions han trobat alguns factors de risc i tracten d'explicar com aquests factors poden provocar que les cèl·lules de la pròstata es malmetin.

### Mutacions genètiques
Durant els últims anys, els científics han aconseguit grans avenços a l'hora de comprendre com certs canvis en l'ADN poden fer que les cèl·lules prostàtiques creixin anormalment i desenvolupin un càncer.
L'ADN no només conté la informació de l'aparença física externa. Alguns gens, contenen instruccions que controlen el creixement i la divisió cel·lular. Els gens que promouen el creixement i divisió de les cèl·lules es diuen oncogens. Altres gens que inhibeixen la divisió cel·lular i causen la mort de les cèl·lules en el moment adequat (mort cel·lular programada) es denominen gens supressors. Els càncers poden ser causats per mutacions de l'ADN que activen els oncogens i que inhibeixen els gens supressors.
Algunes persones desenvolupen certs tipus de càncer perquè hereten dels seus pares mutacions de l'ADN. Les investigacions han descobert que els canvis heretats de l'ADN en determinats gens provoquen que alguns barons tinguin més probabilitats de desenvolupar càncer de pròstata. Aquests canvis genètics poden causar al voltant del 5% al 10% dels càncers de pròstata.
Els gens que semblen responsables que algunes persones heretin la tendència a desenvolupar càncer de pròstata inclouen:
- HPC1: Abreviatura de Hereditary Prostate Cancer Gene 1, localitzat al cromosoma 1.
- HPC2: També conegut com a ELAC2.[11]
- HPCX: Duu aquest nom perquè ha estat trobat al cromosoma X.
- CAPB: Anomenat així perquè està relacionat amb el càncer de pròstata i tumors cerebrals.
- BCL-2: Hi ha molts càncers de pròstata que expressen aquest gen quan es tornen hormonoresistents o independents dels andrògens.[12]
- AMACR: De x-metilacil-CoA racemasa, que desencadena la producció d'una proteïna específica que es troba solament a les cèl·lules canceroses, que ajuda a l'organisme a metabolitzar certs àcids grassos.
- EZH2: Pertany a una família de gens anomenats supressors de la transcripció, que evita que les cèl·lules copiïn i executin les instruccions d'altres gens. També pertany a un grup de gens que ajuden les cèl·lules a recordar la seva funció especifica en dividir-se. És molt més actiu en les cèl·lules d'un tumor agressiu de pròstata que en un càncer localitzat o en teixit prostàtic sa.[13] Per això podria ser un marcador que permetés diferenciar quins pacients es beneficiarien d'una actitud expectant i quins necessitarien un tractament radical com la prostatectomia o la radioteràpia.
- La recerca sobre la genòmica del càncer de pròstata i les seves implicacions clíniques ha avençat molt al llarg dels darrers anys gràcies a les millores en la tecnologia de seqüenciació de l'ADN[14] i s'han identificat nous biomarcadors epigenètics de la malaltia, com ara els glicans.[15]

Les mutacions dels gens BRCA1 o BRCA2 incrementen molt el risc en les dones de desenvolupar un càncer de mama o d'ovari. Els homes amb canvis en els gens BRCA, en especial en el BRCA2, tenen un augment del risc de patir un càncer de pròstata. Tanmateix, les mutacions en els gens BRCA sembla que només tenen importància en un petit nombre de càncers de pròstata.
La majoria de les mutacions de l'ADN descrites en el càncer de pròstata s'adquireixen durant la vida d'un home més que haver estat heretades abans del naixement. Cada vegada que una cèl·lula es prepara per dividir-se en dues noves cèl·lules, ha de fer una còpia del seu ADN. Aquest procés no és perfecte i a vegades es produeixen errors. Afortunadament, les cèl·lules tenen enzims reparadors que corregeixen defectes de l'ADN. Tanmateix, alguns errors poden passar desapercebuts, especialment quan les cèl·lules es divideixen ràpidament, portant la mutació a una nova cèl·lula.
L'exposició a les radiacions ionitzants o substàncies que causen càncer poden causar mutacions de l'ADN en molts òrgans del cos, però no ha estat demostrat que aquests factors siguin causes importants de mutació en les cèl·lules prostàtiques.

### Hormones

La testosterona, principal androgen, pot contribuir al risc de càncer de pròstata.

És evident que el desenvolupament del càncer de pròstata està relacionat amb nivells augmentats d'algunes hormones. En concret, els nivells alts d'andrògens (hormones masculines), com la testosterona, poden contribuir a augmentar el risc de càncer de pròstata en alguns homes. Les proves que donen suport a aquesta hipòtesi són:
1. L'associació de cirrosi hepàtica i augment del risc de càncer de pròstata suggereix que l'alteració hormonal del medi té un paper etiològic.
2. S'han descrit casos de càncer de pròstata de barons molt joves afeccionats al culturisme i consumidors d'anabolitzants androgènics esteroidals, amb la intenció d'augmentar la seva massa muscular.
3. Els eunucs tenen una incidència de càncer de pròstata gairebé nul·la.
4. L'aturada del creixement tumoral amb teràpies de supressió androgènica revela que aquest tumor és hormonodependent en més del 95% dels casos.
5. El fet que el càncer prostàtic pot ser induït en rates mitjançant l'administració crònica d'estrògens i andrògens.

Algunes investigacions han observat que una altra hormona, el factor de creixement insulínic tipus 1 (insulin-like growth factor-1, o IGF-1), està relacionat amb el desenvolupament del càncer de pròstata. La IGF-1 és una hormona similar a la insulina, però la seva funció normal és el control del creixement cel·lular i no del metabolisme dels carbohidrats. Altres estudis, tanmateix, han trobat associacions entre la IGF-1 i el risc de càncer de pròstata. Es necessiten nous estudis que avaluïn el valor pràctic d'aquestes observacions.

## Factors de risc
Encara que no es coneixen completament les causes del càncer de pròstata, les investigacions han trobat molts factors de risc per desenvolupar aquesta malaltia.
- Edat: la probabilitat de tenir càncer de pròstata augmenta ràpidament després dels 50 anys. Més del 70% dels càncers de pròstata es diagnostiquen en homes que tenen més de 65 anys. Per tant, la malaltia és rara abans dels 50 anys (menys de l'1%). Encara no és clar per què es produeix aquest augment del càncer de pròstata amb l'edat. El risc de desenvolupar un càncer de pròstata augmenta amb l'edat des de 0,02% per any als 50 anys, fins a un 0,8% als 80, de tal manera que un home de 70 anys presenta una probabilitat dotze vegades superior de desenvolupar càncer de pròstata que un home 20 anys menys gran. Si es fa l'autòpsia a cadàvers de vuitanta anys que han mort per altres causes, prop del 80% d'aquestes persones tenia aquest tipus de càncer. El càncer latent augmenta un 1% cada any a partir dels 50 anys; la incidència és del 10% als 50 anys i del 30% als 70. Si bé la incidència de càncer de pròstata augmenta amb l'edat, és en els pacients més joves que es mostra pitjor el pronòstic. El 2012, tan sols el 0,01% de les defuncions per càncer de pròstata als Estats Units es produïren en persones de menys de 35 anys, mentre que el 89,08% es produïren en individus de 65 anys o més.[18]

- Trets racials: el càncer de pròstata es produeix al voltant d'un 70% més sovint en homes afroamericans que en homes de pell blanca americans. Comparat amb altres grups ètnics, sembla que als homes afroamericans se'ls diagnostica la malaltia en estadis més avançats. Els homes afroamericans tenen el doble de risc de morir per càncer de pròstata que els homes de pell blanca. Les raons d'aquesta diferència racial són desconegudes. En canvi, els homes d'ascendència asiàtica o els habitants de les illes del Pacífic tenen les taxes més baixes d'incidència i de mortalitat.
- Nacionalitat, medi ambient i estil de vida: a Suècia es dona el risc més elevat de càncer de pròstata (22 morts per cada 100.000 barons); l'índex és intermedi a Nord-amèrica i a Europa (14 morts per 100.000 barons) i baix a Taiwan i al Japó (2 morts per 100.000). No obstant això, els japonesos que emigren als EUA presenten càncer de pròstata amb una freqüència semblant a la d'altres barons d'aquest país, cosa que suggereix que els factors ambientals i l'estil de vida són motiu fonamental d'aquestes diferències entre la població.
- Dieta: sembla que la nutrició té un paper important en el desenvolupament del càncer de pròstata,[19] tal com ho demostra la distribució geogràfica de la incidència d'aquest càncer, que és altament elevada als països industrialitzats o «desenvolupats».[20]
  - Greixos animals i càncer de pròstata: més d'una dotzena d'estudis, que han inclòs 3.000 pacients amb càncer de pròstata i 4.600 individus als quals s'han practicat controls, ja han confirmat el paper nociu d'una alimentació rica en greixos animals i carn vermella.[21] Aquesta relació és molt més evident amb el càncer de còlon i de mama. Probablement alguns greixos de l'alimentació es converteixen en andrògens, amb el resultat d'una estimulació androgènica de línies cel·lulars tumorals intraprostàtiques quiescents. L'àcid gras més perillós quan es consumeix en excés és l'àcid alfa-linolènic, el consum del qual triplica el risc de patir càncer de pròstata.
  - Efecte dels greixos vegetals i del peix: Els àcids grassos omega-3, com l'àcid pentanoic, obtingut a partir del greix del peix, han demostrat la seva capacitat potencial d'inhibir línies tumorals prostàtiques in vitro. Estudis epidemiològics han pogut demostrar que els barons amb una dieta rica en aquests àcids tenen una taxa inferior de càncer de pròstata. El greix de la soia té propietats beneficioses que podrien prevenir aquest tipus de càncer.
  - Fruites, hortalisses, llegums i càncer de pròstata: tradicionalment s'ha cregut que els licopens disminueixen el risc de càncer prostàtic en un 30%. El licopè es troba al tomàquet i per això es creu que el consum dels derivats d'aquesta hortalissa protegeix del càncer de pròstata. Tanmateix, un estudi del 2007 va posar en dubte l'efectivitat dels licopens en la prevenció d'aquesta malaltia.[22] Els alls i les cebes contenen micronutrients que protegeixen del càncer de la mateixa manera que les hortalisses crucíferes.
  - El seleni és un oligoelement que es troba al pa, els cereals, el peix i les carns. És un antioxidant inductor de l'apoptosi i immunoestimulant que protegeix del càncer de pròstata.
  - Vitamina I (o hexafosfat d'inositol, un compost pertanyent al complex vitamínic B que avui dia no es considera una veritable vitamina), continguda a l'enciam, els créixens i l'escarola. És un antioxidant que en estudis animals s'ha demostrat que pot allargar la fase de latència de certs tumors, en bloquejar la progressió neoplàsica cap a la fase invasiva.[23] En l'home s'ha demostrat que l'acció antioxidant del seleni pot ser potenciada per la vitamina I.
  - Vitamina D, continguda en els llegums i la llet. És un factor d'inhibició tumoral. Hi ha una incidència més elevada de càncer de pròstata en regions nòrdiques en relació amb regions del sud que reben quantitats majors de rajos solars i en concret de rajos ultraviolats, que transformen determinats esteroides en vitamina D a la pell.[24]
  - Vitamina C: el consum d'aquesta vitamina (continguda, entre altres aliments, als cítrics) millora la possibilitat que un individu pugui evitar l'aparició d'aquest tumor.
  -  Extractes de soia: contenen genisteïna, una substància vegetal que imita els efectes dels estrògens a l'organisme i que podria protegir i controlar el càncer de pròstata, en fer disminuir els nivells de PSA.
  - Zinc: els suplements de zinc podrien augmentar el risc de càncer de pròstata.[25]

Actualment s'estan fent estudis per comprovar si aquestes substàncies redueixen o no el risc de càncer de pròstata. Fins que aquests estudis no es completin, la millor recomanació per disminuir el risc de càncer de pròstata és menjar menys carn, greixos i productes lactis, i menjar més de cinc vegades al dia fruita i verdura.
- Inactivitat física i obesitat: l'exercici físic regular i mantenir un pes saludable pot ajudar a reduir el risc de càncer de pròstata. L'obesitat, definida com un índex de massa corporal superior a 29 kg/m2, s'associa amb el doble de risc de patir càncer de pròstata en relació amb els homes que tenen un pes adequat i quan apareix el tumor en un obès es diagnostica en estadi més avançat i és més agressiu.[26]
- Història familiar: el càncer de pròstata sembla que es produeix més sovint en algunes famílies, la qual cosa suggereix que existeix un factor hereditari. Tenir un pare o un germà amb càncer de pròstata dobla el risc de patir aquesta malaltia. El risc és fins i tot superior pels homes que tinguin diversos familiars afectats, sobretot si els familiars eren joves en el moment del diagnòstic. Els científics han identificat diversos gens que semblen incrementar el risc del càncer de pròstata, com s'ha mencionat abans; però probablement només en un petit percentatge de casos (i les proves genètiques no estan disponibles). Alguns gens incrementen el risc d'algun tipus de càncer. Per exemple, les mutacions adquirides dels gens BRCA1 o BRCA2 estan relacionades amb el càncer de mama i el d'ovari, molt comuns en algunes famílies. La presència d'aquestes mutacions també augmenta el risc de càncer de pròstata, però només són responsables, tot i que molt petita, dels casos de càncer de pròstata.
- Vasectomia: en tot el món, s'han practicat entre 50 i 60 milions de vasectomies com a mètode anticonceptiu. Fa alguns anys es van publicar alguns estudis que relacionaven la pràctica de la vasectomia amb un risc augmentat de patir càncer de pròstata. Malgrat aquests estudis, l'estudi fet per l'Associació Americana d'Urologia de tots els articles publicats sobre el tema va concloure que no hi havia prou proves per relacionar la vasectomia amb un risc més alt de presentar càncer de pròstata. Investigadors de la Universitat d'Otago (Nova Zelanda) van dur a terme un estudi sobre el tema que ha estat publicat a la prestigiosa revista científica Journal of the American Medical Association (JAMA). L'estudi analitzà 923 nous casos de càncer de pròstata en barons d'entre 40 i 74 anys, a partir de l'entrevista de 2.150 barons. Els controls foren seleccionats a l'atzar a partir del registre electoral. Els investigadors no van observar cap associació entre la vasectomia i el càncer de pròstata, ni tan sols en els casos en els quals la vasectomia s'havia fet 25 anys abans. Els científics van triar Nova Zelanda per dues raons: el país té una de les més prevalències més altes de vasectomia i el càncer s'ha de declarar en un registre nacional de la malaltia.[27] Una metaanàlisi i revisió sistemàtica posterior tampoc ha trobat evidències significatives que donin suport a l'existència d'aquest vincle causal, confirmant els resultats dels treballs previs.[28]
- Treball: els treballadors de les indústries del cautxú i del cadmi, emprat en soldadures i bateries, semblen tenir més probabilitats de desenvolupar càncer de pròstata. El cadmi és un metall pesant que interromp el procés natural de reparació de l'ADN cel·lular i pot permetre la multiplicació sense control de les cèl·lules malignes dels tumors.
- Agents infecciosos i activitat sexual: es considera que els agents infecciosos transmesos per via sexual podrien provocar càncer prostàtic. No obstant això, els estudis epidemiològics, virològics i immunològics han aportat resultats contradictoris. Aquests estudis han suggerit un augment en el risc de càncer prostàtic associat amb més companys sexuals, una història prèvia de malaltia de transmissió sexual, freqüència de l'acte sexual, relació amb prostitutes, i edat primerenca de començament de l'activitat sexual. En canvi, altres estudis han suggerit que existeix un major risc de càncer prostàtic associat amb la repressió de l'activitat sexual, com un començament en edat més tardana, i un cessament prematur de l'activitat sexual. D'altra banda, alguns treballs han mostrat un major risc entre els pacients que mai no van estar casats i un risc encara major entre aquells que tingueren fills, però altres estudis no han mostrat una correlació significativa amb l'estat conjugal o civil o amb el nombre de fills. De manera similar, els estudis de potencials agents infecciosos no han aportat resultats concloents, com tampoc proporcionen proves concretes per una causa infecciosa de càncer prostàtic, com la gonocòccia, el virus del papil·loma humà (VPH) i altres tipus d'uretritis, prostatitis i malalties de transmissió sexual. Recentment s'ha descrit que la masturbació diària entre els 20 i 50 anys redueix el risc de càncer de pròstata[29] i es creu que és a causa de l'eliminació de substàncies cancerígenes del semen amb cada ejaculació. En un estudi sobre 1.079 pacients amb càncer de pròstata i 1.259 homes sans, es va descobrir que els homes que ejaculaven més de cinc vegades a la setmana quan tenien vint anys tenen un terç menys de probabilitats de desenvolupar una forma agressiva de la malaltia.
- Tabac: el tabac, segons indiquen els estudis,[30][31] també és un factor de risc pel càncer de pròstata, ja que fumar cigarrets augmenta la producció d'hormones masculines que estimulen el creixement cel·lular i, per tant, el creixement dels tumors prostàtics. A més, el cadmi contingut a les cigarretes també és un altre factor de risc.
- Altres càncers sincrònics o metacrònics: segons un estudi,[32] els homes diagnosticats amb un càncer colorectal estan predisposats a patir un càncer de pròstata.

## Anatomia patològica i història natural
- Histologia: Encara que la pròstata està formada per molts tipus de cèl·lules diferents, més del 99% dels càncers de pròstata es desenvolupen sobre cèl·lules d'una glàndula.[33] Les cèl·lules glandulars produeixen el líquid seminal que se secreta per la pròstata. El terme mèdic del càncer que s'origina en les cèl·lules glandulars es denomina adenocarcinoma. A causa del fet que els altres tipus de càncer de pròstata són molt rars, quan es parla de càncer de pròstata el més segur és que es refereixi a un adenocarcinoma.[34] És rar trobar sarcomes,[35] carcinomes de cèl·lules transicionals, de cèl·lules petites,[36] epidermoides o escamosos.[37] La pròstata pot ser seient de metàstasi de càncer de bufeta, còlon, pulmó, melanoma, limfoma o altres neoplàsies.

- Creixement: La majoria dels càncers de pròstata creixen molt lentament i persisteixen durant molt de temps sense causar símptomes importants. Els estudis de sèries d'autòpsies mostren que la majoria dels homes grans que moren per altres malalties també tenen un càncer de pròstata que no s'havia diagnosticat abans. Només al voltant d'un terç dels casos que es descobreixen en les autòpsies s'han manifestat clínicament. Alguns càncers de pròstata, no obstant això, poden créixer i estendre's molt ràpidament. Fins i tot aplicant les últimes tècniques de diagnòstic, és molt difícil diferenciar quins càncers poden ser una amenaça per la vida del pacient i quins no requereixen ni tractament. Es desconeix també si els tumors poden tornar-se més malignes amb el temps.

- Neoplàsia intraepitelial prostàtica: Alguns metges creuen que el càncer de pròstata procedeix d'una lesió anomenada neoplàsia intraepitelial prostàtica (PIN). La PIN comença a aparèixer en els homes a partir dels 20 anys. Gairebé el 50% dels homes que tenen PIN arriben als 50 anys. En aquesta situació hi ha canvis d'aparença microscòpica (grandària, superfície, etc.) de les cèl·lules de la glàndula prostàtica. Aquests canvis són classificats com de baix grau, cosa que significa que s'assemblen bastant a les cèl·lules normals, o d'alt grau, que significa que són cèl·lules molt alterades i diferents de les cèl·lules normals. Si es diagnostica un PIN d'alt grau per biòpsia, existeix d'un 30 a un 50% de possibilitats de patir també un càncer de pròstata. Per aquesta raó, els barons diagnosticats d'un PIN d'alt grau són seguits molt de prop amb biòpsies de pròstata periòdicament.

- Localització: El càncer de pròstata tendeix a ser multifocal i sovint afecta la càpsula glandular. Al contrari que la hipertròfia benigna de pròstata (HBP), el càncer de pròstata predomina en la perifèria de la pròstata. Ambdues característiques (multifocal i perifèric) fan impracticable la resecció transuretral (RTU).

- Disseminació: La biologia de l'adenocarcinoma de pròstata està fortament influïda pel grau de diferenciació cel·lular. Els tumors de baix grau poden romandre localitzats durant llargs períodes. El càncer de pròstata pot disseminar-se per tres vies: per extensió directa, pels limfàtics i per via hemàtica. La càpsula prostàtica és una frontera natural que s'oposa a la invasió de les estructures veïnes pel tumor, però aquesta s'estén directament cap amunt i penetra a les vesícules seminals i al sòl de la bufeta urinària. La propagació limfàtica s'avalua millor quirúrgicament. La freqüència amb què es produeix guarda correlació amb la grandària, el grau de malignitat histològica del tumor, i el nivell del PSA sèric (taules de Partin).[38] La propagació limfàtica apareix per ordre decreixent als ganglis obturadors, ilíacs interns, ilíacs comuns, presacres i paraaòrtics. Pot existir metàstasi a distància sense que estiguin afectats els ganglis limfàtics, encara que gairebé sempre ho estan.

- Localització de les metàstasis hematògenes: El teixit ossi és el que es veu afectat més sovint per les metàstasis del càncer de pròstata, que gairebé sempre són denses i osteoblàstiques. De vegades els pacients poden presentar lesions osteolítiques, gens característiques. Les metàstasis hematògenes s'assenten a l'os per ordre de freqüència: pelvis, vèrtebres lumbars, vèrtebres dorsals, costelles, etc. Les metàstasis a les vísceres són menys freqüents: pulmó, fetge, glàndules suprarenals i cervell.

### Prevenció primària
La informació actual sobre els factors de risc del càncer de pròstata suggereix que alguns casos poden ser previnguts. Un possible factor de risc que pot ser canviat és la dieta. Es pot disminuir el risc de patir càncer de pròstata menjant una dieta baixa en greixos i rica en verdures, fruites i cereals.
La Societat Americana contra el Càncer recomana menjar una varietat de menjar saludable, amb èmfasi en la d'origen vegetal, i limitant el consum de carn vermella, especialment la que conté greix o està processada. És recomanable menjar cinc o més racions de fruita i verdures cada dia. El pa, cereals, productes amb fibra, arròs, pasta i llegums també són recomanats. Aquestes recomanacions de nutrició també serveixen per disminuir el risc d'altres tipus de càncer i es recullen al Codi europeu contra el càncer.
Els tomàquets (crus, cuinats o elaborats com en salses i quètxup), els cítrics i síndries són rics en licopens. Aquestes substàncies semblants a les vitamines són antioxidants que poden ajudar a prevenir les mutacions de l'ADN i, per tant, disminuir el risc de càncer de pròstata.
Sembla que les vitamines i els suplements minerals poden disminuir el risc de càncer de pròstata. Alguns estudis suggereixen que 50 mil·ligrams (o 400 unitats internacionals) de vitamina I al dia poden disminuir el risc. No obstant això, altres estudis indiquen que la vitamina I no és beneficiosa. Dosis raonables d'aquesta vitamina no produeixen efectes secundaris importants i no és cara. El mineral seleni també pot disminuir el risc. Per altra banda, els suplements de vitamina A, segons les últimes investigacions, poden augmentar el risc. De totes maneres, cal consumir els suplements vitamínics amb precaució. És més recomanable una dieta ricament variada amb predomini d'aliments d'origen vegetal que animal, que contenen tots aquests micronutrients i que actuen positivament i sinèrgica.
L'assaig clínic SELECT (Selenium and Vitamin I Cancer Prevention Trial) és un gran assaig clínic dissenyat per determinar si aquests dos suplements (vitamina I i seleni) poden protegir contra el càncer de pròstata. Aquest estudi es va obrir el 2001 i ha reclutat 32,000 homes. Desafortunadament, els resultats d'aquest estudi no estaran disponibles fins al 2013. Aquest estudi està patrocinat per l'Institut Nacional del Càncer dels Estats Units.
El Prostate Cancer Prevention Trial fou un assaig clínic que reclutà 18.882 homes de més de 55 anys per determinar l'efecte protector d'una substància anomenada finasterida, que pot protegir la pròstata de les hormones masculines i reduir el risc de càncer de pròstata. Aquest estudi es va iniciar el 1993 per provar la capacitat de la finasterida de prevenir l'aparició del càncer de pròstata i els resultats es publicaren deu anys després. Els andrògens són hormones masculines conegudes per promoure el creixement tant normal com cancerós de les cèl·lules prostàtiques, i poden tenir un paper important en el desenvolupament del càncer de pròstata. Els subjectes participants foren triats a sort entre rebre placebo o finasterida durant aquest temps. En finalitzar l'estudi, o en qualsevol moment en què existís sospita de càncer, es va dur a terme una biòpsia prostàtica. Encara que el nombre de casos de càncer fou menor entre els subjectes que van prendre el fàrmac, no es pot parlar d'èxit. Els tumors, encara que menys freqüents, foren més malignes en els pacients que reberen finasterida. L'objectiu real de la prevenció del càncer no és reduir el nombre de casos sinó millorar la supervivència. No obstant això, el medicament sembla aconseguir un 25% menys de tumors però més agressius. El segon problema és que el fàrmac, en bloquejar les hormones sexuals masculines, produeix freqüentment problemes d'impotència, disminució del desig sexual i reducció de l'ejaculació. Per tant, la finasterida aconsegueix que hi hagi menys tumors, però no evita sinó que afavoreix l'aparició dels que realment importen: els agressius que posen fi a la vida dels pacients. D'altra banda, els efectes secundaris sobre la sexualitat d'aquests barons, durant un període llarg d'anys, fan que el fàrmac tampoc no sigui recomanable, i per això no es recomana prendre finasterida per prevenir el càncer de pròstata.
Sembla que els antiinflamatoris no esteroidals, com l'aspirina i l'ibuprofèn, presos diàriament, s'associen amb una menor incidència de càncer de pròstata en barons de 60 anys o més.
Com que la causa exacta del càncer de pròstata és desconeguda, no se sap si és possible prevenir molts casos d'aquesta malaltia. Molts factors de risc com l'edat, la raça o la història familiar queden fora d'aquest control.

### Detecció precoç (prevenció secundària)
El càncer de pròstata sovint pot ser detectat precoçment amb la prova de l'antigen prostàtic específic (PSA) a la sang. També pot detectar-se el càncer de pròstata precoçment mitjançant el tacte rectal. A causa del fet que la glàndula prostàtica es localitza justament davant del recte, amb el tacte rectal es pot apreciar si hi ha nòduls o àrees de consistència dura (llenyosa) a la pròstata que indiquen sovint que existeix un càncer. Si aquestes proves es realitzen anualment de rutina i algun dels resultats fos anormal, existeix la probabilitat de diagnosticar un càncer en estadi precoç.
Des de l'ús relativament freqüent de les proves de detecció precoç (a voltants del 1990), la taxa de mortalitat per càncer de pròstata ha descendit lleugerament. Tanmateix, no ha estat demostrat que aquest resultat hagi estat produït pel garbellat del càncer de pròstata (screening). Els estudis són insuficients per demostrar que la detecció precoç del càncer de pròstata mitjançant determinades proves en grans grups d'homes puguin disminuir-ne la taxa de mortalitat. Mentre aquesta informació sigui vigent, el fer o no una prova de detecció precoç del càncer de pròstata depèn de la decisió a la qual arribin entre si els pacients amb els seus metges. Una cosa que cal considerar és l'edat i la salut prèvia del pacient. Si el pacient és jove i desenvolupa un càncer de pròstata, probablement la seva esperança de vida es reduirà si no es detecta precoçment. Si el pacient és gran i amb un estat de salut deteriorat, el càncer de pròstata no és un problema major, car sol ser de lent creixement i possiblement el pacient mori d'altra causa que no sigui el càncer de pròstata.
La Societat Americana contra el Càncer creu que els professionals de la salut haurien d'oferir l'anàlisi de sang de l'antigen prostàtic específic, anomenat comunament PSA (prostate-specific antigen), i tacte rectal anualment des dels 50 anys als barons que tingui una esperança de vida major de 10 anys. Els homes amb alt risc com els afroamericans i els homes que tinguin familiars de primer grau (pare, germans, oncles), diagnosticats de càncer de pròstata a edat primerenca, haurien de fer-se la prova a partir dels 45 anys.
Els professionals de la salut haurien de facilitar als seus pacients barons un diàleg obert sobre els beneficis i riscos de realitzar-se les proves anualment. Els pacients haurien de participar activament en aquesta decisió per aprendre sobre el càncer de pròstata i dels pros i contres de la detecció precoç i del tractament del càncer de pròstata.
L'estudi de detecció de càncer de pròstata, de pulmó, colorectal i d'ovari, finançat per l'Institut Nacional del Càncer Americà, fou dissenyat per demostrar si certs exàmens de detecció selectiva poden reduir el nombre de morts per aquests càncers. Aquest assaig, a banda d'emprar altres mètodes diagnòstics, avaluà la utilitat de la detecció precoç amb tacte rectal i nivell de PSA en sang en homes de 55 a 74 anys. Els resultats finals es publicaren l'any 2017.
Hi ha moltes organitzacions mèdiques i científiques dedicades a l'estudi del càncer de pròstata, com ara:
- Grup de Serveis Preventius dels Estats Units (US Preventive Services Task Force)
- Col·legi de Metges Americans (American College of Physicians)
- Institut Americà del Càncer (National Cancer Institute)
- Centres pel control i prevenció de les malalties (Centers for Disease Control and Prevention)
- Acadèmia americana de Metges de Família (American Academy of Family Physicians)
- Col·legi Americà de Medicina Preventiva (American College of Preventive Medicine)
- Societat Espanyola de Medicina i Família

No es recomana realitzar proves de detecció precoç de rutina pel càncer de pròstata perquè:
- El càncer de pròstata presenta una alta incidència patològica però una baixa incidència clínica.
- Aquest tipus de càncer és de creixement lent.
- Amb la detecció precoç existiran problemes de sobredetecció i sobretractament.
- No existeix una relació cost-benefici justificable.
- No és ètic crear cancerofòbia en la població.
- No es pot obligar a estudiar a homes majors de 50 anys amb dret a decidir per si mateixos.
- Existeixen avantatges en el tractament expectant o amb la simple observació i del tractament diferit en alguns pacients amb càncer de pròstata.
- Encara no s'ha demostrat que el garbellat millori la supervivència.
- No hi ha proves fefaents que el tractament en estadis precoços sigui eficaç.

Altres societats importants són:
- Societat Americana contra el Càncer (American Cancer Society)
- Associació Americana d'Urologia (American Urological Association)
- National Comprehensive Cancer Network

Es creu que les proves de diagnòstic precoç del càncer de pròstata poden salvar vides perquè:
- El càncer de pròstata és un problema de salut pública important.[52]
- És el tumor més freqüent.
- La mortalitat ha romàs inalterada en les últimes dècades.
- El 50% dels tumors estan estesos fora de la pròstata quan són diagnosticats.
- Els tumors estesos no poden ser guarits per la poca eficàcia dels tractaments en malaltia avançada.
- La majoria dels tumors diagnosticats per proves de garbellat són organoconfinats.

Aquestes organitzacions recomanen als professionals de la salut oferir als barons majors de 50 anys l'opció de realitzar-se les proves de detecció precoç del càncer de pròstata. També recomanen dialogar amb el pacient, els beneficis potencials, els efectes secundaris i les preguntes que sorgeixin del diagnòstic precoç del càncer de pròstata i el seu tractament perquè els pacients puguin estar informats de la decisió si es fessin les proves.

### PSA en sang

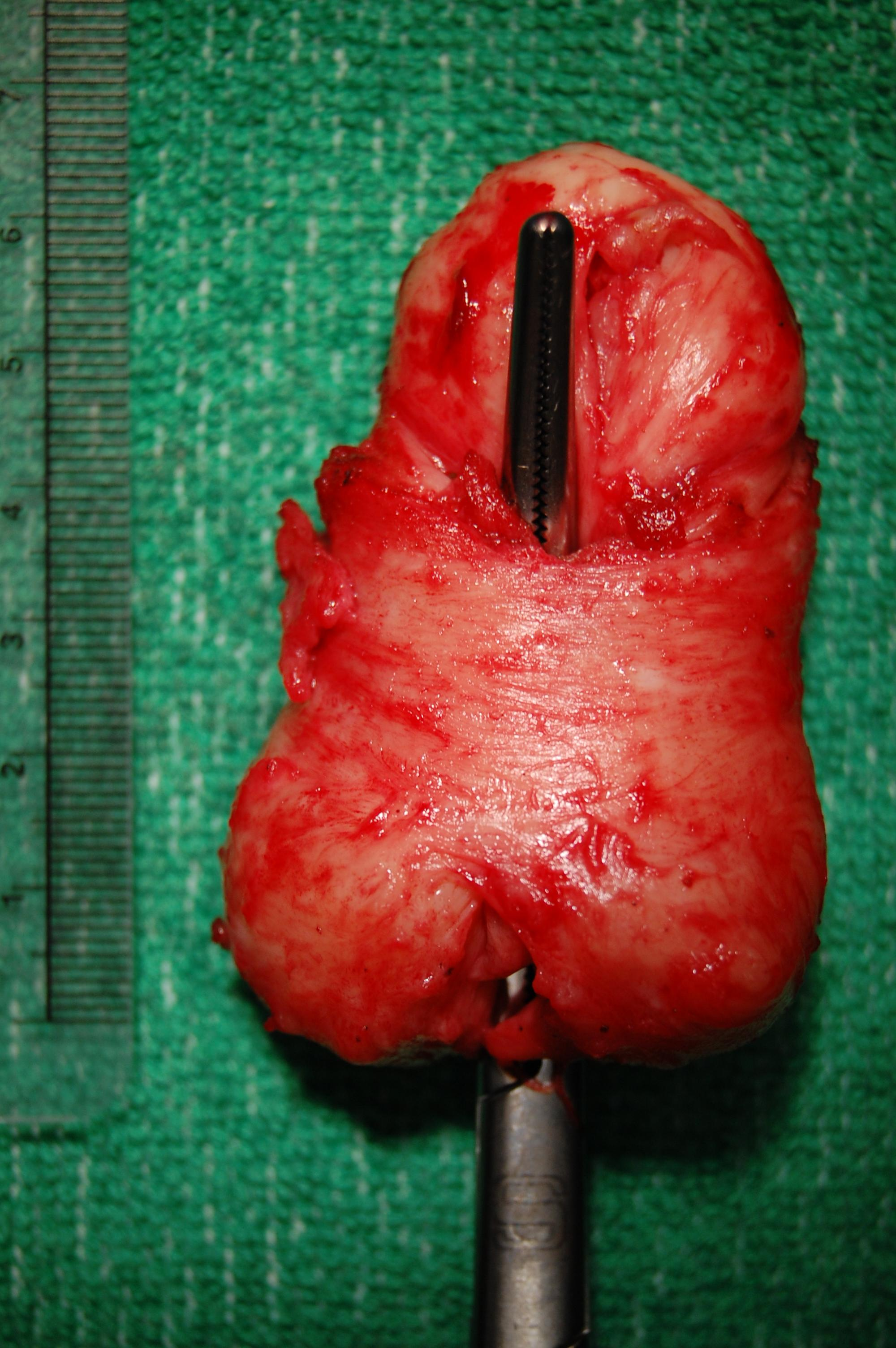
Pròstata extirpada per prostatectomia a causa d'una hiperplàsia benigna de pròstata.

L'antigen prostàtic específic (PSA) és una substància proteica sintetitzada per la pròstata normal i la funció del qual és la dissolució del coàgul seminal. La seva producció depèn de la presència d'andrògens i de la grandària de la glàndula prostàtica. Pràcticament és una proteïna de síntesi exclusiva a la pròstata. Una petitíssima part d'aquest PSA passa a la circulació sanguínia i és precisament aquest PSA que passa a la sang el que es mesura pel diagnòstic, pronòstic i seguiment del càncer de pròstata. Els nivells en sang de PSA en els barons sans són molt baixos, prop de milions de vegades menys que el semen, i s'eleven en la malaltia prostàtica. Els valors de referència pel PSA sèric varien segons els distints laboratoris, encara que normalment aquests se situen en 4 ng/ML. El punt de tall dels nivells normals també augmenta segons l'edat del pacient. D'aquesta forma, uns nivells de PSA sèrics de 4 ng/ML poden considerar-se elevats en una persona de 50 anys i ser normal en una de 80 anys. Els nivells de PSA oscil·len de forma aleatòria prop d'un 15% en un mateix individu. Així, una anàlisi de PSA de 3 ng/ML es pot repetir en altra ocasió i podria donar un resultat de 3,2 o 2,8 ng/ML de manera natural. En un pacient hospitalitzat els nivells poden disminuir fins a un 50%. Encara que el PSA és més abundant en el semen, una petita proporció es troba també a la sang. La majoria d'homes tenen nivells de PSA per sota de 4 nanograms per mil·lilitre de sang. El nivell de PSA sèric és la prova més sensible per detectar precoçment el càncer de pròstata, ja que s'eleva en el 65% dels casos aproximadament.
Quan es desenvolupa un càncer de pròstata, els nivells de PSA augmenten per sobre de 4. Si els nivells es troben entre 4 i 10, la probabilitat de tenir un càncer de pròstata és del 25%. Si els nivells de PSA són superiors a 10, la possibilitat de patir un càncer de pròstata és del 67% i augmenta a mesura que els nivells de PSA s'incrementen. El PSA és un marcador tumoral imperfecte per la seva escassa sensibilitat (35% de falsos negatius) i la seva falta d'especificitat, ja que els nivells del PSA poden veure's afectats per molts factors. L'elevació del PSA en plasma és proporcional a la massa tumoral present i, d'aquesta forma, el PSA en sang és un gran test per detectar la presència d'un càncer de pròstata. Com més avançat sigui el procés tumoral, serà més freqüent trobar valors per sobre de la normalitat i aquests solen ser més elevats. Tanmateix, un cert percentatge de pacients amb càncer de pròstata té uns nivells de PSA normals.
S'augmenta amb l'engruiximent de la pròstata, anomenada també hiperplàsia benigna de pròstata o HBP, fenomen que es produeix en molts homes a mesura que es van fent grans. També pot augmentar en cas de prostatitis, que és una inflamació de la glàndula prostàtica, o d'infart prostàtic. El PSA també podria augmentar normalment i lentament a mesura que avança l'edat de l'home, fins i tot si la pròstata és normal. L'ejaculació pot provocar temporalment un augment en la sang dels nivells del PSA; per això els metges recomanen abstenir-se de relacions sexuals dos dies abans de l'extracció de sang.
Per tant, quant al PSA:
- Els valors majors de 4 ng/ml es consideren anormals.[53]
- Es pot elevar per biòpsia o cirurgia.
- El tacte rectal no l'altera, però l'ejaculació pot causar lleugeres alteracions.
- Té una sensibilitat del 70% i especificitat del 90%.
- El valor predictiu positiu (VPP) entre 4 i 10 ng/ml és del 28% al 35%.
- El percentatge de falsos positius és menor per sobre de 10 ng/ml però és més probable que sigui extracapsular.

Alguns medicaments i preparats d'herbes poden disminuir els nivells sanguinis de PSA. Cal comunicar-ho al metge si s'està prenent finasterida (Proscar o Propecia). Serenoa repens, una herba usada per alguns homes per tractar la hiperplàsia benigna de próstata, no sembla interferir en la mesura del PSA.
«PC-SPES», una barreja d'herbes, també pot afectar els nivells del PSA. S'ha observat un ràpid augment dels seus valors quan els malalts amb càncer de pròstata avençat interrompen la presa d'aquesta substància.
Al contrari del que s'ha cregut durant anys, el tacte rectal no altera significativament els nivells del PSA.
Utilitzant conjuntament el valor del PSA i el tacte rectal es poden descobrir més del 60% dels càncers de pròstata que encara estan localitzats.
Si el nivell de PSA és elevat, és recomanable realitzar una biòpsia de pròstata per determinar si existeix un càncer de pròstata. Abans de realitzar-la, no obstant això, hi ha alguns tipus nous de proves de PSA que ajuden a decidir si es necessita una biòpsia de pròstata.
A molts metges no els agrada realitzar aquestes proves addicionals del PSA. Si el resultat del PSA no és normal, cal valorar el risc de patir un càncer de pròstata i fer altres proves.

#### Mètodes refinats del PSA
- Percentatge de PSA lliure: El PSA està present a la sang en dues formes principals. Una circula envoltada i unida a proteïnes plasmàtiques i l'altra circula lliure. La prova del percentatge de PSA lliure indica quant PSA circula lliure comparat amb el que està unit a proteïnes. Si el resultat del PSA està entre 4-10 ng/ML (anormal, amb un risc del 25% de tenir un càncer de pròstata), un baix percentatge de PSA lliure (menor del 10%) significa que la probabilitat de tenir un càncer de pròstata és del 50% i que és necessari realitzar una biòpsia. Un recent estudi trobà que si els homes amb resultats de PSA en el límit (4-10 ng/ML) es realitzessin una biòpsia de pròstata, només quan el percentatge de PSA lliure fos menor del 25%, al voltant del 20% de les biòpsies de pròstata serien innecessàries i podrien haver-se evitat. Encara que aquesta prova s'usa àmpliament, no tots els metges estan d'acord que el 25% és el millor valor a usar. Els pacients amb càncer de pròstata tenen menor percentatge de PSA lliure, mentre que els que sofreixen una hiperplàsia benigna de pròstata tenen una proporció més alta de PSA lliure.

- Velocitat del PSA: Fins i tot quan el valor total del PSA no és alt, un ràpid increment en el temps del valor del PSA, suggereix la presència d'un càncer, i s'hauria de considerar fer una biòpsia. La velocitat del PSA no és una prova distinta que s'hagi de realitzar, és el canvi de valor del PSA a mesura que avança el temps. Aquest mètode pot ser usat si es realitza una prova del PSA cada any. Si augmenta més ràpid de 0,75 *ng/ML a l'any (per exemple, si els valors van de 3 a 3,8 a 4,6 cada vegada en el transcurs de tres anys), es considera alt, i cal considerar una biòpsia de pròstata. Molts metges creuen que, perquè sigui vàlid, la velocitat del PSA s'hauria d'amidar com a mínim durant 18 mesos.

- Densitat del PSA: Una alta densitat del PSA (PSAD) indica una gran probabilitat de càncer. La PSAD s'utilitza en els homes que tenen una pròstata gran. Els metges han de determinar la grandària de la glàndula amb ecografia transrectal i dividir el valor del PSA entre el volum prostàtic. La densitat del PSA pot ser útil, però la prova del percentatge lliure de PSA és més exacta.

- PSA específic per edat: El PSA que s'obté dins del rang límit (4-10 ng/ML) pot ser més preocupant en els homes de 50 anys que en els de 80 anys. Se sap que el PSA és normalment més elevat en els homes grans que en els homes joves, fins i tot en absència de càncer. Per aquesta raó, alguns metges decideixen comparar els resultats del PSA amb els homes de la mateixa edat. A causa del fet que la utilitat del PSA específic per edat no ha estat ben contrastada, els fabricants de la prova del PSA, l'American Cancer Society, l'American Urological Association, i la National Comprehensive Cancer Network, no aconsellen el seu ús.

- PSA «ultrasensible»: Té la particularitat de detectar nivells de PSA tan baixos com 0,01 ng/ML.

Ús de la prova del PSA en sang després de diagnosticar un càncer de pròstata: Encara que la prova del PSA s'empra principalment per detectar precoçment el càncer de pròstata, també és vàlid per altres situacions:
- Si es diagnostica un càncer de pròstata localitzat, la prova del PSA pot ajudar a predir el pronòstic abans de ser tractat.

- Pot ser usat juntament amb els resultats de l'exploració clínica (estadística T) i el grau de diferenciació del tumor (puntuació Gleason),[55] per ajudar a decidir quines proves diagnòstiques es necessiten per una avaluació addicional. A partir d'un PSA superior a 10 és recomanable realitzar un rastreig ossi.

- Pot ajudar a predir si el càncer està confinat a la glàndula prostàtica o fora d'ella. Si el nivell del PSA és molt alt, el càncer ha sobrepassat probablement els límits de la pròstata. Això pot afectar les opcions del tractament, com alguns tipus de teràpies (cirurgia o radioteràpia) que no són beneficiosos si el càncer ha sobrepassat els ganglis limfàtics o altres òrgans.

- Després de la cirurgia o de la radioteràpia, el nivell de PSA pot ésser monitorat per determinar si el tractament ha estat eficaç. El nivell de PSA normalment disminueix a nivells molt baixos si el tractament extirpa o destrueix totes les cèl·lules prostàtiques. Una elevació posterior del PSA pot significar que les cèl·lules del càncer de pròstata han sobreviscut i el càncer ha recidivat. No obstant això no és clar quin és el tractament correcte dels pacients amb una recidiva detectada solament per una elevació del PSA (recidiva bioquímica). La forma de descens dels nivells de PSA sèric depèn de la teràpia elegida. En els pacients sotmesos a prostatectomia radical, el PSA ha de baixar a nivells indetectables al cap d'un mes aproximadament, si s'ha eliminat tot el teixit. Posteriorment, els nivells de PSA s'han de mantenir en aquests límits, ja que una elevació significa recurrència del tumor. Si el tractament és amb radioteràpia, els nivells disminueixen lentament fins a estabilitzar-se al voltant del rang de referència. Pot haver-hi un increment transitori dels nivells de PSA durant la radioteràpia, cosa que no és un signe de progressió de la malaltia. La recurrència se sospitaria per un increment dels nivells de PSA. Per conveni s'estableix que existeix recidiva bioquímica després de radioteràpia quan es detecten tres augments consecutius a partir del nadir del PSA, definit com el valor més baix del PSA arribat a després de la radioteràpia. El temps de duplicació del PSA (superior o inferior a 10 mesos, segons un punt de tall prèviament identificat) és un factor significatiu en la predicció del desenvolupament de metàstasi.

- Durant el tractament hormonal, el nivell de PSA pot indicar l'eficàcia del tractament o quan és el moment de provar amb altre tipus de tractament. La teràpia hormonal també disminueix els nivells de PSA als valors de referència, aquesta vegada per dos motius, en primer lloc perquè descendeix aquesta producció androgen dependent, i en segon lloc perquè disminueix la càrrega tumoral.

- Si el càncer ha sobrepassat els límits de la pròstata (malaltia metastàsica), la xifra d'aquest moment del PSA no prediu ni els símptomes ni la supervivència. Molta gent té molt elevats els valors del PSA i es troben bé. Altres persones tenen valors baixos i tenen símptomes. Quan la malaltia està avançada, pot ser més important observar l'augment del PSA que la xifra en el moment de la disseminació.

És molt important que les mesures de PSA es realitzin sempre amb la mateixa tècnica i, si pot ser, al mateix laboratori. D'aquesta manera s'assegura que les variacions oposades són degudes al procés evolutiu del tumor i no són alteracions tècniques.
L'ús de PSA va augmentar inicialment la prevalença del càncer de pròstata que començà a disminuir des del 1993, i també des de llavors començà una lleu disminució d'una història de vint anys d'augment de la mortalitat.
L'American Society of Clinical Oncology recomana que no és necessari que tots els homes majors de 50 anys es realitzin la prova d'antigen prostàtic específic una vegada a l'any, perquè els homes als quals es detecta un nivell de PSA menor d'un nanogram per mil·lilitre no han de tornar a fer-se la prova fins després de cinc anys, perquè hi ha un 98% de possibilitats que l'antigen no augmenti durant aquest temps; els barons que tenen un nivell inicial de PSA entre 1 i 2 nanograms per mil·lilitres, haurien de fer-se-la cada dos anys. Només quan es té un nivell de PSA superior a 2 se suggereix la realització anual de la prova PSA.

#### Tacte rectal
És una exploració en la qual el metge es posa uns guants i, amb el dit índex lubricat, l'introdueix al recte del pacient per percebre qualsevol àrea dura irregular o anormal que pugui significar càncer. La pròstata està situada just davant del recte, i la majoria dels càncers estan a la part posterior de la glàndula, que pot ser palpada amb un tacte rectal. Els nòduls típics són indolors i durs com una pedra (petris). Gairebé dues terceres parts dels pacients la biòpsia dels quals confirma la neoplàsia presenten una induració palpable. La prova no és agradable, però no produeix dolor i dura molt poc temps.
Encara que el tacte rectal és menys efectiu que la prova del PSA en sang per diagnosticar un càncer de pròstata, de vegades es pot diagnosticar un càncer de pròstata en homes que tenen nivells normals de PSA. Per aquesta raó, les guies de l'American Cancer Society recomanen l'ús conjunt tant del tacte rectal com de la prova del PSA en sang per una detecció precoç del càncer de pròstata. El tacte rectal també s'usa quan se sap que es té un càncer de pròstata, per determinar si el càncer ha sobrepassat els límits de la glàndula prostàtica i detectar recidives després d'un tractament.

#### Ecografia prostàtica transrectal
L'ecografia prostàtica transrectal s'ha de realitzar quan el tacte rectal és positiu o quan el PSA estigui elevat. Aquest procediment dura només alguns minuts i es realitza ambulatòriament. L'ecografia transrectal és el mètode més usat per guiar una biòpsia de pròstata. Els tumors de pròstata i el teixit prostàtic normal sovint reflecteixen ones de so diferents, apareixen com imatges hipoecoiques allotjades a la perifèria de la glàndula, per això s'utilitza l'ecografia transrectal per guiar l'agulla de biòpsia cap a l'àrea exacta de la pròstata on es localitza el tumor. És una tècnica sensible per diagnosticar el càncer de pròstata, però no té prou especificitat per a utilitzar-la com a prova de referència, pel que l'ecografia transrectal no es recomana com un procediment rutinari per la detecció precoç del càncer de pròstata.
L'ecografia Doppler realçada amb color és quatre vegades més adequada per detectar càncer que l'ecografia convencional en escala de grisos. L'avantatge d'aquesta tècnica és que pot detectar àrees de la pròstata que tenen un augment en el subministrament de sang, fet que es coneix com a hipervascularització, el qual augmenta les possibilitats que sigui una zona cancerosa i, per tant, és la millor àrea per obtenir mostres amb una agulla de biòpsia.
Una campanya de detecció precoç de càncer de pròstata podria ser la següent:
Caldria realitzar anualment un tacte rectal i una determinació del PSA a tots els barons majors de 50 anys. Podrien sorgir les següents situacions:
- Tacte rectal negatiu i PSA menor de 4 ng/ml: Es recomana seguiment anual.
- Tacte rectal positiu amb qualsevol valor de PSA i PSA major de 10 ng/ml amb tacte rectal negatiu: en aquestes dues situacions s'ha de realitzar una biòpsia prostàtica guiada per ecografia transrectal.
- Tacte rectal negatiu i PSA entre 4 i 10 ng/ml: Es podria seguir una de tres actuacions:
  - Biòpsia prostàtica guiada per ecografia transrectal.
  - Biòpsia prostàtica si l'ecografia transrectal és anormal.
  - Utilitzar els mètodes refinats del PSA per esbrinar si hi ha necessitat de biòpsia.

## Diagnòstic
Si alguns símptomes o els resultats de les proves de detecció precoç plantegen la possibilitat d'un càncer de pròstata, és imprescindible realitzar altres proves per decidir si la malaltia està present.

### Signes i símptomes
El càncer de pròstata precoç normalment no produeix símptomes i es detecta per una elevació del PSA o realitzant un tacte rectal. La presència de símptomes és indicativa que es troba en una fase avançada. Entre els símptomes es troben disúria, tenesme vesical, poliúria i nictúria, retenció d'orina, pèrdua de força del raig d'orina, goteig i hematúria terminal. L'inici brusc i la progressió ràpida dels símptomes obstructius urinaris en homes del grup d'edat concernit té moltes probabilitats de ser causat per un càncer de pròstata. En els pacients amb metàstasi a distància, els símptomes inicials més freqüents són el dolor lumbar, a la pelvis, als músculs, o en diverses zones òssies.

### La biòpsia de pròstata

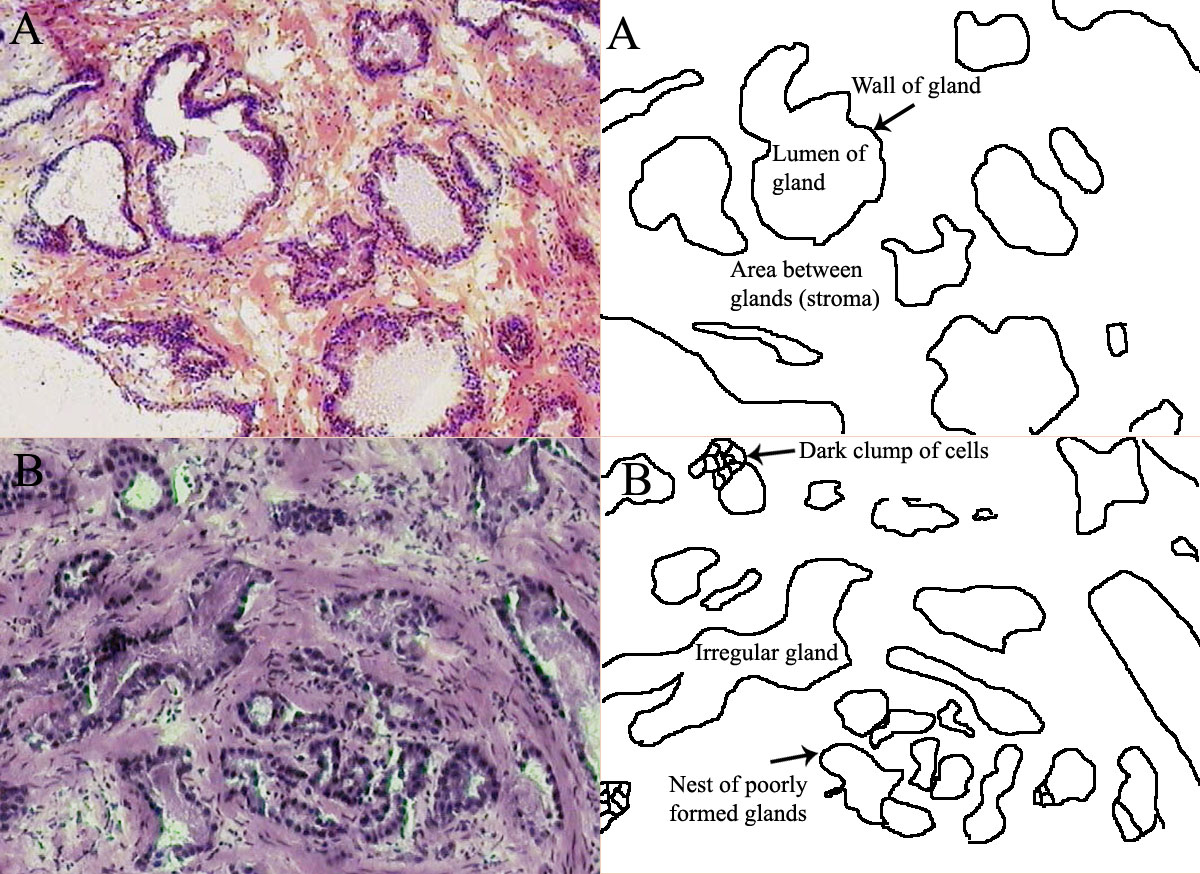
Pròstata normal (A) i pròstata amb càncer (B). En el càncer de pròstata, les glàndules normals de la pròstata normal són substituïdes per glàndules i masses de cèl·lules irregulars, com es veu en aquestes imatges preses al microscopi.

La biòpsia dels nòduls de les àrees sospitoses i de zones a l'atzar permet detectar el càncer en només la meitat dels pacients que presenten la pròstata no endurida. La biòpsia també ajuda a determinar si el càncer és o no multifocal. En més del 30% dels pacients la biòpsia amb agulla no pot descobrir el càncer, calent recórrer a la repetició posterior de les biòpsies.
La biòpsia per punció amb agulla buida és la tècnica preferida (estàndard) per diagnosticar un càncer de pròstata. Una biòpsia és un procediment en què s'extreu una mostra de teixit i s'examina al microscopi. L'ecografia transrectal s'utilitza per guiar i inserir una agulla fina i buida a través de la paret del recte en algunes àrees de la glàndula. L'agulla extreu un cilindre de teixit, normalment d'un centímetre de longitud i de dos mil·límetres d'ample, que s'envia a anatomia patològica per examinar si existeix càncer.
Encara que el procediment sembli dolorós, típicament causa un malestar petit, perquè un petit instrument en forma de pistola insereix i extreu l'agulla en una fracció de segon. A més, també s'anestesia localment a l'àrea a biopsiar. La biòpsia es realitza en uns quinze minuts i se sol realitzar a l'ambulatori.
Es prenen diverses mostres de biòpsia en diferents àrees de la pròstata. Normalment es necessiten entre sis i tretze mostres (biòpsia per sextants) per tenir una mostra representativa de la glàndula que pugui mostrar l'afectació de la pròstata pel càncer. En alguns pacients es poden prendre fins a divuit mostres.
Alguns metges obtenen la biòpsia a través del perineu, la pell que es troba entre l'anus i l'escrot. El metge introdueix el dit al recte per tocar la pròstata i llavors insereix l'agulla de biòpsia a través d'una petita incisió a la pell del perineu. També s'usa anestèsia local en l'àrea de biòpsia. La biòpsia prostàtica per via transperineal presenta menys riscos de contaminació bacteriana que la biòpsia transrectal, però és menys precisa en la presa de mostres que la biòpsia transrectal.
La biòpsia per aspiració amb agulla fina és menys dolorosa, presenta menys morbiditat que la biòpsia estàndard amb agulla gruixuda, i és el mètode d'elecció utilitzat en molts centres per anatomopatòlegs experts en la seva interpretació. La resecció transuretral de pròstata afectada d'una hiperplàsia benigna de pròstata és el mètode amb el qual més habitualment es diagnostiquen els pacients amb càncer de pròstata en estadi A (T1a i T1b).
Les mostres de la biòpsia s'envien al laboratori d'anatomia patològica. El patòleg, un metge especialista a diagnosticar malalties en mostres de teixit, determinarà si existeixen cèl·lules canceroses a la biòpsia, examinant-la al microscopi. Aquesta anàlisi normalment tarda d'un a tres dies. Si existeix càncer, el patòleg també li assigna un grau (puntuació Gleason).
La biòpsia de la pròstata és essencial per confirmar el diagnòstic i està indicada quan es descobreix alguna nodularitat en realitzar el tacte rectal, en determinar una elevació del PSA sèric o alguna alteració en les proves d'imatge, o bé quan apareixen símptomes del tracte urinari inferior en un baró que no té causes conegudes d'obstrucció.

#### Graus del càncer de pròstata
En una mateixa biòpsia poden trobar-se variacions en la grandària de les cèl·lules, en la forma del nucli i els nuclèols, en el grau de diferenciació glandular, en la quantitat de mucina i fosfatasa àcida, però les zones menys diferenciades del tumor, és a dir les de major malignitat histològica són les que aparentment determinen el seu comportament biològic.
La majoria dels patòlegs classifiquen el grau del càncer de pròstata segons el sistema Gleason. Aquest sistema assigna un grau Gleason de l'u al cinc, de major a menor diferenciació, basant-se en la semblança de les cèl·lules canceroses al teixit normal prostàtic, els tipus histològics glandulars dominants i els secundaris.
Si el teixit cancerós presenta semblança al teixit normal prostàtic, s'assigna un grau 1. Si el càncer manca d'aquestes característiques i les cèl·lules s'assemblen molt poc a les cèl·lules normals prostàtiques, es denomina un grau 5. Els graus entre 2 i 4 tenen característiques intermèdies.
A causa del fet que els càncers de pròstata sovint tenen àrees amb diferents graus, al grau se li assignen dues àrees que representen la majoria del càncer. Aquests dos graus són sumats sempre per obtenir la puntuació Gleason (Gleason score) d'entre 2 i 10. Si la puntuació Gleason és molt alta, el més probable és que el càncer creixi i s'estengui molt ràpidament. Les puntuacions de 2 a 4 són sempre classificades com de baix grau, el 5 i 6 són de grau intermedi, i les puntuacions de 7 a 10 es consideren d'alt grau. Aquesta classificació per graus és reproduïble i guarda correlació amb l'evolució de la malaltia i la supervivència del pacient.

#### Resultats sospitosos
A vegades, quan el patòleg detecta cèl·lules prostàtiques al microscopi, algunes no semblen canceroses, però tampoc no semblen normals. Aquests resultats sovint són anomenats «sospitosos». Generalment pertanyen a dues categories: atipies o neoplàsia intraepitelial prostàtica (PIN).
La PIN es divideix en baix grau i alt grau. Molts homes desenvolupen PIN de baix grau sent joves i no necessàriament desenvoluparan un càncer de pròstata. La importància del PIN de baix grau en relació amb el càncer de pròstata encara no és clara.
Tanmateix, amb troballes d'atipies o PIN d'alt grau, el càncer pot estar present en algun punt de la glàndula prostàtica. En el cas d'un PIN d'alt grau, existeix entre un 30% i un 50% de probabilitats de trobar un càncer en una biòpsia realitzada més tard. Per aquesta raó, es recomana repetir la biòpsia de pròstata en aquests casos.

### Estudi d'extensió
L'estadi o etapa d'un càncer és el factor més important per elegir l'opció de tractament més adequada i predir el pronòstic del pacient. Si es confirma un càncer, és necessari realitzar més proves diagnòstiques per saber si el càncer s'estén dins de la pròstata, a l'exterior però a prop de la pròstata, o en altres parts del cos (malaltia a distància, disseminada o metastàtica). Aquest procés, anomenat estudi, ofereix informació sobre càncer amb diverses proves per determinar l'extensió del càncer.
Les dades obtingudes del tacte rectal, el nivell de PSA i la puntuació Gleason permeten saber quines proves calen per a l'estudi d'extensió. Els homes amb tacte rectal normal, PSA baix i puntuació Gleason baixa, sovint no necessiten cap altra prova, ja que la probabilitat que el càncer estigui estès fora de la pròstata és molt baixa.

#### Exploració física
L'exploració física, especialment el tacte rectal, és una part important de l'estudi del càncer de pròstata. Amb les dades del tacte rectal, es pot dir algunes vegades si el càncer només està en un costat (o lòbul) de la pròstata, si està present en ambdós costats, i si té grans probabilitats d'estendre's fora de la glàndula prostàtica. Cal examinar si els solcs prostàtics estan presents o esborrats i si la palpació i les vesícules seminals són normals. També cal palpar els ganglis limfàtics engonals a la recerca d'adenopaties metastàtiques. El tacte rectal sempre és usat juntament amb la prova del PSA en sang per la detecció precoç del càncer de pròstata.
El metge també ha d'examinar altres àrees del cos per veure si el càncer s'ha estès fora de la pelvis. A més, el metge ha de preguntar sobre símptomes com ara el dolor d'ossos, que pot indicar que el càncer s'ha estès als ossos (metàstasis òssies). L'aparició d'edema escrotal o dels membres inferiors secundari, o infiltració dels ganglis limfàtics de la pelvis, és un signe de malaltia estesa.

#### Proves d'imatge usades en l'estudi del càncer de pròstata
- Tomografia computada (TC): Aquesta prova pot ajudar a determinar si el càncer de pròstata s'ha estès als ganglis limfàtics de la pelvis. Si el càncer de pròstata recidiva després del tractament, la TAC pot informar del lloc de la recaiguda a la pelvis. Per altra banda, la TAC rarament proporciona informació útil sobre un nou diagnòstic de càncer de pròstata que es creu que està localitzat (confinat a la pròstata), basant-se en l'estadi clínic, nivell de PSA i puntuació Gleason. La TAC no s'usa com la ressonància magnètica per avaluar la glàndula prostàtica.

Per realitzar una TAC, el pacient s'estira en una taula allargada, i la part del seu cos que ha de ser examinada es desplaça dins de l'escàner, una màquina en forma de toroide que envolta completament a la taula. Sovint, abans d'obtenir-se les primeres imatges, el pacient rep una injecció de contrast intravenós que ajuda a definir millor les estructures del cos. La injecció del contrast pot ocasionar fogots, rubor i picor per tot el cos. Algunes persones hi són al·lèrgiques i poden tenir seriosos problemes com ara un xoc anafilàctic. Els pacients haurien de comunicar al seu metge si alguna vegada han tingut una reacció al contrast radiològic.
De vegades és necessari beure un o dos gots de solució de contrast radiològic que ajuda a definir els contorns de l'intestí per no confondre'ls amb el tumor. També és necessari tenir la bufeta urinària plena per desplaçar l'intestí de l'àrea on es troba la glàndula prostàtica.
- Ressonància magnètica nuclear (RMN): La RMN és més útil que la tomografia computada per obtenir imatges acurades del càncer de pròstata i de calcificacions prostàtiques.[58] Pot reproduir imatges més nítides de la pròstata i mostra si el càncer ha sobrepassat els límits de la pròstata i ha envaït les vesícules seminals o la bufeta urinària. Aquestes imatges són molt importants per planificar el tractament.[59] La RMN triga més temps a realitzar-se que la TAC, sovint una hora. El pacient també s'ha d'estirar en una taula envoltada d'un tub en forma de túnel estret i que provoca en algunes persones claustrofòbia. A més, la màquina produeix un soroll molest. En alguns serveis de radiologia proporcionen uns auriculars amb música per evitar aquest soroll. Finalment, per millorar l'eficàcia de la RMN, es tendeix a substituir la RMN convencional per la RMN endorectal, en la qual una sonda especial de RMN s'introdueix en el recte, on roman uns 30-45 minuts i pot causar una sensació desagradable. Les millors imatges de la pròstata amb la tecnologia actual disponible s'obtenen amb la RMN endorectal.[60]

- Escintiografia òssia amb isòtops radioactius del tecneci-99: Amb aquesta prova se sap si el càncer s'ha metastatitzat de la pròstata als ossos.[61] Per realitzar-la s'injecta el radioisòtop i el pacient s'estira en una llitera durant uns 30 minuts i és escanejat per una màquina que detecta la radioactivitat i crea una imatge de l'esquelet. Les àrees dels ossos danyades presenten més radioactivitat i apareixen com a punts negres en l'esquelet (captació o cúmuls). Aquestes àrees suggereixen càncer metastàtic, però altres malalties dels ossos com l'artritis, fractures òssies antigues i la malaltia de Paget de l'os també poden mostrar el mateix patró. Per distingir millor aquestes captacions, se sol·liciten altres proves d'imatge com ara radiografies simples, TAC, RMN o fins i tot una biòpsia d'os. A causa del fet que la radioactivitat utilitzada és molt baixa, no és probable que causi efectes secundaris en el pacient ni en les persones que convisquin amb ell. Rares vegades hi ha metàstasis òssies quan el nivell de PSA és menor de 10 ng/ml, per tant, no és necessari realitzar una gammagrafia per l'estadificació inicial ni pel seguiment de tots els pacients.

- Escaneig amb ProstaScint®: L'avantatge d'aquesta prova és que detecta l'extensió del càncer de pròstata als ganglis limfàtics i a altres teixits tous i pot distingir el càncer de pròstata de lesions proliferatives benignes o altres tipus de càncer.[62] Molts metges no recomanen aquesta prova als homes que han estat ben diagnosticats de càncer de pròstata. Pot usar-se si els nivells del PSA en sang estan augmentant després d'un període de remissió després d'un tractament i altres proves no aconsegueixen trobar exactament la localització del càncer. Igual que el rastreig ossi, el mètode ProstaScint® usa una injecció d'un material de baixa radioactivitat per identificar el càncer que s'ha estès fora de la pròstata. Ambdues proves mostren les àrees del cos on s'acumula la radioactivitat. Tanmateix, existeixen diverses diferències entre ambdues proves. El material radioactiu usat en el rastreig ossi s'acumula en àrees de l'os que poden ser lesions de càncer de pròstata, altres càncers o neoplàsies benignes. El marcador radioactiu del ProstaScint® està unit a un anticòs monoclonal, un tipus d'anticòs fabricat al laboratori que reconeix un determinat antigen. En aquest cas, l'anticòs reconeix particularment l'antigen prostàtic específic de membrana (PSMA),[63] una proteïna que s'expressa en nivells alts a les cèl·lules normals i cancerígenes de la pròstata.[64]

#### Biòpsia de ganglis limfàtics
La biòpsia de ganglis limfàtics es fa per saber si el càncer s'ha estès de la pròstata als ganglis limfàtics pelvians. Si es troben cèl·lules canceroses a la biòpsia dels ganglis limfàtics, no és possible realitzar una cirurgia curativa i s'han de considerar altres tipus de tractaments. Hi ha diferents tipus de biòpsia de ganglis limfàtics:
- Biòpsia quirúrgica de ganglis limfàtics (linfadenectomia pelviana): El cirurgià extreu ganglis limfàtics a través d'una incisió en la part baixa de l'abdomen (laparotomia), igual que en una prostatectomia radical. El patòleg examina els ganglis mentre el pacient està sota els efectes de l'anestèsia per ajudar el cirurgià a decidir si continua amb la prostatectomia radical. Aquest mètode es diu biòpsia extemporània per congelació perquè la mostra de teixit es congela abans de ser tallada en làmines per ser vistes al microscopi. La biòpsia extemporània per congelació només la fa el cirurgià si sospita que el càncer està estès; per exemple, si el PSA és superior a 20 i la puntuació Gleason és superior a 7. Si la probabilitat que el càncer estigui estès és baixa, molts cirurgians no practiquen la biòpsia extemporània per congelació i envien a examinar els ganglis limfàtics juntament amb la pròstata quan realitzen una prostatectomia radical. Els resultats d'aquest examen estan disponibles normalment entre tres i set dies després de la cirurgia.

- Punció aspiració amb agulla fina (PAAF): Sol ser realitzada pels radiòlegs intervencionistes que obtenen una mostra de cèl·lules dels ganglis limfàtics. En aquest procediment, el metge usa les imatges del TAC per guiar-se amb una agulla llarga i fina, que introdueix fins a arribar al gangli limfàtic, i que connecta a una xeringa que obté petites mostres de teixit d'un dels ganglis limfàtics. Abans que s'introdueixi l'agulla, s'anestesia localment la pell del malalt, que pot tornar a casa després, poques hores després de la prova. Aquest procediment no es realitza molt sovint.

- Laparoscòpia (linfadenectomia laparoscòpica): El cirurgià extreu tots els ganglis limfàtics localitzats al voltant de la glàndula prostàtica utilitzant instruments quirúrgics especials manejats a través del laparoscopi i els envia al patòleg. A causa del fet que no es fan grans incisions, molta gent és donada d'alta l'endemà o al cap de dos dies, i en teoria l'operació no deixa cicatrius. Aquest procediment es realitza molt rarament.

S'està revisant la necessitat d'una linfadenectomia sistemàtica com a pas a l'estadificació, donat el gran nombre de tumors de petita grandària en estadi T1c que s'estan diagnosticant, i atès que les metàstasis limfàtiques són rares en aquests pacients amb nivells de PSA sèric menor de 10 ng/ml i amb tumor la puntuació del qual de Gleason és inferior a 5.
Detecció precoç de metàstasi hematògena: Es pot utilitzar una reacció en cadena de la polimerasa (PCR) amb la transcriptasa inversa per amplificar l'ARN missatger del PSA per descobrir en la circulació un escàs nombre de cèl·lules de càncer de pròstata. De moment no és clara. la rellevància clínica d'aquesta troballa.

### Diagnòstic diferencial
1. Prostatitis aguda: La infecció bacteriana causa disúria, dolor i sovint febre. La pròstata és dolorosa i està engrandida, però no és dura. L'anàlisi i el conreu del líquid prostàtic obtingut per massatge permet descobrir l'agent infecciós.
2. Prostatitis crònica granulomatosa: Causada per infecció bacteriana, tuberculosa, fúngica o per protozous, pot donar lloc a una massa clínicament indistingible del càncer. És necessària una biòpsia per realitzar el diagnòstic.[65]
3. Hiperplàsia benigna de pròstata: Es troba en barons de 30 anys o més i en el 80% dels homes de 80 anys. Els símptomes d'obstrucció urinària són freqüents. Els nòduls palpables són indistingibles dels cancerosos i requereixen biòpsia.
4. Altres malalties: Molt rarament, els càlculs, l'amiloïdosi, els adenomes benignes o l'infart d'un nòdul hiperplàsic causen obstrucció o produeixen una massa que sembla un càncer.

### Estadiatge (TNM)
El sistema d'estadiatge TNM és el més utilitzat pel càncer de pròstata.
Els estadis estan basats en la versió més recent (2002) del manual d'estadificació de l'AJCC. Alguns metges, tanmateix, encara continuen usant la versió del 1997, o fins i tot la del 1992, que tenen petites diferències.
Estadi T: Actualment hi ha dos tipus de classificació T pel càncer de pròstata. L'estadi clínic està basat en les proves realitzades abans de la cirurgia, com el resultat del PSA i la valoració del tacte rectal. Si es realitza una cirurgia, es determina l'estadi patològic, basant-se en les troballes de la cirurgia i de l'examen microscòpic dels teixits extirpats. Hi ha quatre categories per descriure l'estadi T del càncer de pròstata, anomenades de T1 a T4.
T1: El tumor no ha pogut ser detectat amb cap tècnica d'imatge, com l'ecografia transrectal.
- T1a: El càncer ha estat diagnosticat incidentalment durant una resecció transuretral (RTU) per una hipertròfia benigna de pròstata. El càncer està present en menys del 5% del teixit extirpat.
- T1b: El tumor ha estat trobat després d'una RTU però està present en més del 5% del teixit extirpat.
- T1c: El càncer s'ha diagnosticat a través d'una biòpsia de pròstata sol·licitada per una elevació del PSA.

T2: El tumor ha estat detectat per un tacte rectal, però es troba confinat a la pròstata.
- T2a: El càncer es detecta a la meitat o menys d'un sol costat (lòbul), dret o esquerre de la pròstata.
- T2b: El càncer es detecta a més de la meitat d'un sol costat, dret o esquerre de la pròstata.
- T2c: El càncer afecta ambdós lòbuls de la pròstata.

T3: El càncer ha sobrepassat els límits de la pròstata i pot afectar les vesícules seminals.
- T3a: El càncer s'estén fora de la pròstata però no afecta les vesícules seminals.
- T3b: El càncer afecta les vesícules seminals.

T4: El càncer s'ha estès als teixits pròxims a la pròstata, diferents de les vesícules seminals, com l'esfínter vesical, el recte o la paret de la pelvis.
Estadi N:
- N0 (N zero) significa que el càncer no s'ha estès a cap gangli limfàtic.
- N1 significa que el càncer s'ha estès a un o més ganglis limfàtics regionals (pròxims a la pròstata) de la pelvis.

Estadi M:
- M0 significa que el càncer no presenta metàstasi a distància.
- M1 significa que el càncer presenta extensió a distància (fora de la pelvis), com a altres ganglis limfàtics (com els periaòrtics o mediastínics), o altres òrgans com l'os, els pulmons, el fetge o el cervell.

#### Grups d'estadi
Una vegada que s'han determinat les categories T, N i M, aquesta informació es combina amb la puntuació Gleason, en un procés anomenat estadi de grup. La majoria dels estadis es denominen en nombres romans des de l'I (el menys avançat) a l'IV (el més avançat). Això serveix per determinar el tractament i pronòstic.
 Estadi I: El càncer no s'ha estès als ganglis limfàtics ni a cap part del cos. El càncer es trobà durant una resecció transuretral i té una puntuació Gleason baixa (2 a 4), i menys del 5% del teixit extirpat era cancerós. Inclou:
T1a, N0, M0, puntuació Gleason baixa (2 a 4).
Estadi II: El càncer no s'ha estès als ganglis limfàtics ni a cap part del cos i:
- S'ha trobat en una resecció transuretral, on afectava més del 5% del teixit ressecat. Té un Gleason intermedi o alt (5 més alt).
- S'ha diagnosticat per una biòpsia realitzada per un nivell de PSA alt, i no s'ha pogut palpar en el tacte rectal o no s'ha vist en l'ecografia transrectal.
- Pot haver-se detectat al tacte rectal o per ecografia transrectal.
- T1a, N0, M0, Gleason intermedi o alt (5 a 10)
- T1b, N0, M0, qualsevol Gleason (2 a 10)
- T1c, N0, M0, qualsevol Gleason (2 a 10)
- T2, N0, M0, qualsevol Gleason (2 a 10).

Estadi III: El càncer ha sobrepassat els límits de la pròstata i pot afectar les vesícules seminals, però no els ganglis limfàtics ni cap part del cos.
T3, N0, M0, qualsevol Gleason (2 a 10).
Estadi IV: Es caracteritza per un o més dels següents punts.
- El càncer s'ha estès als teixits pròxims a la pròstata, diferents de les vesícules seminals, com l'esfínter extern vesical (músculs que ajuden en el control de la micció), recte, i/o paret de la pelvis.
- S'ha estès als ganglis limfàtics.
- S'ha estès a òrgans distants del cos.
- T4, N0, M0, qualsevol Gleason (2 a 10)
- Qualsevol T, N1, M0, qualsevol Gleason (2 a 10)
- Qualsevol T, qualsevol N, M1, qualsevol Gleason (2 a 10)

A més del TNM, altres sistemes poden usar-se per estudiar el càncer de pròstata. El sistema de Whitmore-Jewett classifica el càncer de pròstata com A, B, C, o D.
Estadi A: Tumor clínicament indetectable confinat a la glàndula prostàtica i que ha estat una troballa casual en una cirurgia de pròstata per un altre motiu.
- A1: Bé diferenciat amb afectació focal.
- A2: Moderadament o pobrament diferenciat o amb afectació de múltiples focus en la glàndula prostàtica.

Estadi B: Tumor confinat a la glàndula prostàtica.
- BO: PSA detectable, però tumor no palpable.
- B1: Únic nòdul en un lòbul de la pròstata.
- B2: Afectació més extensa d'un lòbul o d'ambdós lòbuls de la pròstata.

Estadi C: Tumor clínicament localitzat a l'àrea periprostàtica però que s'estén a la càpsula prostàtica o afecta a les vesícules seminals.
- C1: Extensió clínica extracapsular.
- C2: El tumor extracapsular produeix retenció d'orina o obstrucció uretral.

Estadi D: Malaltia metastàtica.
- DO: Malaltia localitzada clínicament només a la pròstata, però amb elevació persistent de l'enzim sèric fosfatasa alcalina.
- Dl: Només afectació de ganglis limfàtics regional en la pelvis.
- D2: Afectació de ganglis limfàtics distants, metàstasis òssies o en òrgans viscerals.
- D3: Pacients amb càncer de pròstata estadi D2 que recauen després d'un adequat tractament hormonal.

## Tractament
La informació que apareix en aquest apartat referent al tractament s'ha de llegir i interpretar amb cautela, ja que no és una norma bàsica que es compleixi en tots els centres hospitalaris. El tractament del càncer de pròstata es regeix per la informació científica disponible que s'adapta al sistema sanitari i als recursos econòmics de cada regió o país. Internet és plena de pàgines d'informació sobre el tractament del càncer de pròstata que també s'han d'interpretar amb cautela.
El tractament del càncer de pròstata és summament individualitzat, i s'han de considerar molts factors, sobretot:
- L'edat i l'esperança de vida
- Les preferències del pacient pel que fa als efectes secundaris associats a cada tractament
- Qualsevol malaltia greu que pateixi el pacient
- L'estadi i el grau del càncer
- La probabilitat que cada tipus de tractament sigui curatiu

Amb les dades del PSA, puntuació Gleason i l'estadi clínic T (taules de Partin), es pot calcular la probabilitat que el càncer de pròstata sigui:
- Malaltia òrgan confinada.
- Extensió extraprostàtica (trencament capsular)
- Invasió de vesícules seminals
- Invasió dels ganglis limfàtics pelvians

El pacient ha de demanar una segona opinió sobre la millor opció de tractament segons quina sigui la seva situació, especialment si hi ha diverses opcions disponibles. El pacient ha de sospesar juntament amb el seu metge i la seva família els beneficis de cadascun dels tractaments i també els possibles efectes secundaris i riscos.
A causa del fet que el càncer de pròstata pot ser tractat per diferents especialitats (sobretot urologia i oncologia radioteràpica), cada especialista tendeix a informar el pacient que la seva forma de tractament és la millor opció. Per solucionar aquesta subjectivitat tots els casos de càncer de pròstata haurien de passar per un comitè de tumors.
Cal ressaltar que el càncer de pròstata és molt diferent d'altres tipus de càncer, ja que almenys en el 70% dels casos no es necessita tractament. Tanmateix, en l'actualitat no hi ha manera de saber en quins pacients es desenvoluparà la malaltia de manera més agressiva, cosa que faria necessari tractar-la.

### Conducta expectant
Si el càncer no provoca cap símptoma, creix molt lentament i és molt petit, confinat en una petita àrea de la pròstata, es pot recomanar mantenir una conducta expectant. En determinades circumstàncies aquesta pot ser la millor opció. Aquest tipus de tractament es reserva generalment a barons majors de 80 anys.
Pel fet que el càncer de pròstata sovint creix molt a poc a poc, si el pacient és gran o pateix altres malalties greus no és necessari tractar el càncer de pròstata. Alguns homes elegeixen esperar i veure, perquè no volen patir els efectes secundaris dels tractaments agressius i prefereixen quedar-se com estan.
Mantenir una conducta expectant no significa que el pacient no vagi a rebre cap cura mèdica o seguiment. Tot el contrari, el càncer és observat i monitorat. Normalment es realitzen determinacions del PSA en sang i tacte rectal cada sis mesos, possiblement amb biòpsia guiada per ecografia transrectal anualment. Si el pacient desenvolupés qualsevol símptoma o el càncer creixés més ràpidament, s'hauria de considerar passar a un tractament actiu.
Actualment s'està desenvolupant un gran estudi patrocinat pel National Cancer Institute i el Veterans Affairs Cooperative Studies Program per aclarir com afecta el tractament actiu la supervivència i la qualitat de vida dels pacients amb càncer de pròstata en diferents edats, anomenat PIVOT (Prostatic Intervention Versus Observation Trial).

### Cirurgia
La prostatectomia radical és la cirurgia que es realitza amb la intenció de guarir el càncer de pròstata. Tradicionalment la cirurgia s'ha realitzat en barons de menys de 70 anys. Es realitza més sovint quan el càncer no ha sobrepassat els límits de la glàndula prostàtica (estadis T1 o T2). En aquesta operació l'uròleg tracta de guarir extirpant la glàndula prostàtica i els teixits del voltant. Hi ha dos tipus principals de prostatectomia radical:
- Prostatectomia radical retropúbica: Aquesta és l'operació realitzada per la majoria dels cirurgians uròlegs. Requereix anestèsia general, epidural o espinal. L'uròleg fa una incisió a la part baixa de l'abdomen, des del melic fins a l'os púbic (laparotomia mitjana suprapúbica o infraumbilical). Alguns uròlegs extirpen alguns ganglis limfàtics del voltant de la pròstata al mateix temps (mostreig ganglionar). Si alguns ganglis estiguessin afectats per cèl·lules canceroses, significaria que el càncer ha sobrepassat la pròstata i no es continuaria l'operació perquè aquesta no seria curativa. Altres uròlegs només extirpen la glàndula prostàtica però no l'exèresi dels ganglis limfàtics. Aquesta decisió depèn del nivell del PSA i de la puntuació Gleason. Si aquests paràmetres fossin elevats, cal extirpar els ganglis limfàtics que envolten la pròstata. L'uròleg també ha de parar esment a dues fines «bandeletes» de nervis que envolten per davant la pròstata (paquet vasculonerviòs dels cossos cavernosos del penis). Aquests nervis controlen l'erecció. Si s'extirpessin, el pacient quedaria impotent i per obtenir ereccions requeriria tractament addicional. Si no s'extirpen, es poden obtenir ereccions espontànies. Si s'extirpa un sol nervi, es té la possibilitat de mantenir la potència sexual, però menor que si es conservessin les dues «bandeletes». Si el pacient no presenta disfunció erèctil abans de la cirurgia, l'uròleg tractarà de no seccionar aquests nervis. Tanmateix, si el càncer s'ha estès a aquests nervis, el cirurgià els extirparà.
- Prostatectomia radical perineal: En aquesta operació, l'uròleg fa una incisió al perineu. Aquest procediment es realitza amb menys freqüència, perquè els nervis de l'erecció no poden identificar-se fàcilment i no poden extirpar-se els ganglis limfàtics. Tanmateix, és una operació de curta durada, amb menor pèrdua de sang, i permet realitzar amb més facilitat l'anastomosi vesicouretral, que pot ser apropiada si el pacient no desitja mantenir la potència sexual o no cal l'extirpació de ganglis limfàtics. També es realitza si existeixen altres malalties que dificultarien poder efectuar una cirurgia retropúbica. La cirurgia per via perineal pot ser tan curativa com la cirurgia retropúbica si s'efectua correctament.

Aquestes operacions duren d'una hora i mitja a quatre hores. La prostatectomia perineal dura menys temps que la retropúbica. Després de la cirurgia el pacient estarà ingressat en l'hospital uns tres dies i probablement reprendrà la seva activitat laboral després d'entre tres i cinc setmanes. És recomanable que el pacient doni la seva pròpia sang abans de la cirurgia per si fes falta durant l'operació. Després de la cirurgia, el pacient ha de dur una sonda urinària o vesical (un catèter o tub que s'introdueix a través de la uretra del penis fins a la bufeta urinària per buidar-la). Caldrà dur la sonda entre deu i vint dies. Quan el pacient pugui orinar pel seu compte, es retirarà.
- Resecció transuretral de la pròstata (RTU): Aquesta operació és pal·liativa. L'uròleg extirpa part de la pròstata que es troba al voltant de la uretra si el pacient presenta síndrome miccional sever i no és candidat a una cirurgia curativa. La RTU s'usa molt sovint per tractar la HBP (Hiperplàsia Benigna de Pròstata). En aquesta operació no cal fer una incisió a la pell. S'introdueix un instrument anomenat resectoscopi a través de la punta del penis, dins de la uretra fins a arribar al nivell de la pròstata. Una vegada allí, l'electricitat que passa per un arc metàl·lic vaporitza els teixits. Es necessita anestèsia general o espinal. Aquesta operació dura normalment al voltant d'una hora. Després de la cirurgia, cal portar una sonda vesical durant un o tres dies, fins que cicatritzi la pròstata. El pacient estarà ingressat a l'hospital d'un a dos dies i podrà tornar al treball en una o dues setmanes. Probablement hi haurà un sagnat en l'orina (hematúria) després de la cirurgia, que sol resoldre's espontàniament. Altres riscos són la infecció i els riscos associats al tipus d'anestèsia usada.

#### Efectes secundaris de la cirurgia de la pròstata
a) Riscos quirúrgics: Durant la cirurgia i immediatament després de la cirurgia, els riscos associats amb la prostatectomia radical són similars als de qualsevol tipus de cirurgia major, inclosos els riscos de l'anestèsia. Entre els riscos més greus es troba un baix risc d'infart de miocardi, accident cerebrovascular, trombosi venosa profunda i infecció de la ferida quirúrgica. A causa del fet que la pròstata està envoltada per molts vasos sanguinis, existeix un risc d'hemorràgia postquirúrgica. En casos extremadament rars, hi ha pacients que han mort per complicacions d'aquesta operació. El risc depèn en part de l'estat general de salut previ del pacient i de l'experiència de l'equip quirúrgic.
b) Incontinència urinària a llarg termini: El pacient pot desenvolupar una incontinència urinària, que significa que no pot controlar que se li escapi l'orina, cosa que el pot afectar físicament, emocionalment i social.
Hi ha tres tipus d'incontinència:
- Incontinència d'estrès: En aquest tipus d'incontinència es produeix la pèrdua d'orina amb la tos, el riure, l'esternut o l'exercici. Normalment és causat per problemes de l'esfínter vesical (la vàlvula muscular que impedeix que surti l'orina de la bufeta). Els tractaments del càncer de pròstata poden malmetre els músculs que formen aquesta vàlvula o els nervis que controlen aquests músculs. La incontinència d'estrès és la forma més freqüent d'incontinència després de la cirurgia de pròstata.
- Incontinència per reeiximent: Es produeix en els homes que aguanten molt de temps l'orina i se'ls escapa amb el mínim esforç. Normalment és causada per bloqueig o estenosi del coll de la bufeta pel càncer o pel teixit cicatricial.
- Incontinència d'urgència o imperiositat urinària: Ocorre en els homes que tenen una sobtada necessitat d'anar al lavabo per orinar i si no ho fan s'orinen damunt. Aquest problema es produeix quan la bufeta es torna massa sensible a la distensió provocada per l'acumulació d'orina.

Per la majoria d'homes amb càncer de pròstata, el control normal de la bufeta es recupera diverses setmanes o mesos després de la prostatectomia radical. No es pot predir la funció urinària d'un pacient després de la cirurgia. En un gran estudi que incloïa homes entre 55 i 74 anys, els investigadors van trobar que dos anys després de la prostatectomia radical en diversos hospitals:
- El 10% dels homes no tenien control vesical o tenien freqüents pèrdues d'orina.
- El 14% presentava més de dues pèrdues d'orina al dia.
- El 28% necessitava dur bolquers per estar sec.

Als grans centres del càncer, on la cirurgia de la pròstata es realitza amb més freqüència i els uròlegs tenen més experiència en realitzar prostatectomies radicals, es produeixen menys problemes amb la incontinència.
El tractament de la incontinència depèn del tipus, causa i severitat. El pacient ha de comunicar al metge que pateix incontinència i no avergonyir-se'n, ja que molts pacients també la poden presentar, sent un problema freqüent. El metge ha de conèixer aquest problema i proposar solucions.
Existeixen uns exercicis especials, anomenats exercicis de Kegel, per entrenar els músculs de la bufeta. També existeixen medicaments que ajuden els músculs de la bufeta i de l'esfínter vesical. De vegades pot injectar-se col·lagen o una altra substància quirúrgicament perquè actuï de vàlvula. Si la incontinència és severa i persistent, es pot implantar quirúrgicament un esfínter artificial.
Si la incontinència no ha estat completament corregida, no tan sols és un problema físic sinó que també és un problema que disminueix molt la qualitat de vida, en impedir la realització d'activitats de la vida diària, sobretot de lleure, com anar al cinema, passejar pel parc, dur roba ajustada, cosa que condueix a una ansietat, mal humor i aïllament del pacient.
Existeixen diverses solucions de la incontinència perquè el pacient pugui dur una vida el més normal possible. Una d'elles són els bolquers que es duen sota la roba i que existeixen en diverses mesures, capacitats, de dia, de nit, etc. A l'hora d'elegir un bolquer cal tenir en compte quant absorbeix, el que engreixi, si es pot dur sota la roba, si es pot llençar o és reutilitzable, si és còmode, si es pot caminar amb ell i quants diners costa.
També hi ha col·lectors fàl·lics, semblants a un preservatiu, que es col·loquen al penis i estan connectats a un catèter que recull l'orina. Per altres tipus d'incontinència, el sondatge vesical pel mateix pacient pot ser una opció, ja que és una tècnica fàcil i indolora.
El pacient ha de prendre algunes mesures perquè la incontinència no li causi tants problemes, com ara buidar la bufeta abans d'anar-se'n al llit o abans de realitzar un exercici intens, no beure molt líquid (especialment si conté cafeïna o alcohol) i perdre pes, ja que el greix de l'abdomen empeny la bufeta, fent que perdi el control.
c) Impotència a llarg termini: La impotència, coneguda també com a disfunció erèctil, és la incapacitat de tenir una erecció suficient per realitzar una penetració. Els nervis que controlen l'erecció han estat malmesos o extirpats en la prostatectomia radical. La radioteràpia i la criocirurgia també poden malmetre aquests nervis.
Durant els primers 3-12 mesos després de la prostatectomia radical, sovint es recuperen ereccions espontànies. També és probable que el pacient necessiti prendre medicaments o altres tractaments si vol tenir una erecció. La capacitat d'arribar a una erecció després d'aquesta operació depèn de l'edat i de la conservació de les bandeletes nervioses de la pròstata.
En alguns centres en què es realitzen moltes prostatectomies radicals que preserven les bandeletes nervioses de la pròstata, hi ha baixes taxes d'impotència, d'entre el 25% i el 30% en homes d'uns 60 anys. No obstant això, altres metges comuniquen taxes d'impotència més altes en pacients similars. La impotència apareix entre el 70% i el 80% dels homes, fins i tot si es conserven ambdues bandeletes nervioses. Si no es perd la potència sexual després de la cirurgia, la sensació de l'orgasme aparentment continua sent agradable, però no hi ha ejaculació de semen, cosa que s'anomena orgasme sec.
Existeixen diverses opcions disponibles per tractar la disfunció erèctil.

### Radioteràpia
La radioteràpia fa servir rajos X d'alta energia (megavoltatge) o partícules per eliminar cèl·lules canceroses. La radiació tracta el càncer de baix grau que es troba confinat a la pròstata o que només ha envaït teixit veí. Les taxes de curació de la radioteràpia són similars a les obtingudes amb la prostatectomia radical. Si la malaltia està més avançada, la radiació pot ser utilitzada per disminuir la grandària del tumor i proporcionar alleujament de símptomes actuals o futurs. Tradicionalment s'ha reservat la radioteràpia com a tractament de primera línia en els barons entre 70 i 80 anys amb càncer de pròstata i amb altres problemes de salut que contraindiquen la cirurgia.
Existeixen dues formes principals de radioteràpia, la radioteràpia externa i la braquiteràpia. Les dues formes de tractament són bons mètodes curatius per al càncer de pròstata; no obstant això, existeix més informació a llarg termini sobre la radioteràpia externa.

#### Radioteràpia externa
La radiació és enfocada cap a la glàndula prostàtica des d'una font externa al cos, generalment un accelerador lineal d'electrons. Abans de començar el tractament calen proves d'imatge com RMN o tomografia computada de la pelvis per localitzar exactament la glàndula prostàtica. L'equip de radioteràpia farà unes marques amb retolador a la pell del pacient que serviran com a guia per una correcta direcció de la radiació cap al volum que es vulgui tractar. El pacient estarà en tractament durant cinc dies cada setmana de dilluns a divendres, durant entre set i vuit setmanes. Cada sessió diària de tractament dura pocs minuts i no produeix dolor. Actualment existeixen noves formes de radioteràpia externa que prometen incrementar les taxes de curació i reduir els efectes secundaris (radioteràpia radical).
- Radioteràpia externa conformada en tres dimensions (3 DCRT): Empra computadores especials per precisar exactament la localització de la pròstata (planificació virtual 3D). El pacient és col·locat en decúbit supí, ajustat en un motlle de plàstic que reprodueix el contorn del cos que immobilitza al pacient i que serveix per proporcionar més exactitud a la radioteràpia. Els camps de radiació són dirigits en diverses direccions. No obstant això, aquest procediment és relativament nou, els resultats a curt termini suggereixen que és un tipus de radioteràpia estàndard i efectiu. En teoria, si es dirigeix la radiació més exactament al volum que es vol irradiar, es pot reduir el mal en els teixits veïns de la pròstata i es pot guarir el càncer incrementant la dosi de radiació sobre la pròstata. Amb aquesta tècnica es pot arribar a fins a 76 Gy a la pròstata. Es necessiten resultats a llarg termini per confirmar aquestes suposicions.
- Radioteràpia per intensitat modulada (IMRT): És una forma avançada de 3 DCRT.[66] A més de dirigir els camps de radiació en diverses direccions, la intensitat o la força dels camps (feix de radiació) pot ser ajustada per minimitzar la dosi de radiació que arriba als òrgans sensibles (recte i bufeta), arribant a una uniformitat d'alta dosi de radiació en el càncer. Amb aquesta tècnica es podria arribar a fins a 90 Gy a la pròstata. S'estima que, a major dosi arribada a la pròstata, majors possibilitats de curació a llarg termini.
- Radioteràpia conformada amb protons: És una tècnica similar a les anteriors, però en lloc d'utilitzar rajos X (fotons), utilitza feixos de protons dirigits contra el càncer. Els protons són parts dels àtoms que causen poc mal als teixits a través dels quals passen, però que són efectius eliminant cèl·lules al final del seu trajecte. Això significa que els camps de radiació de protons poden alliberar més radiació a la pròstata reduint els efectes tòxics sobre els teixits veïns. Com amb la 3 DCRT, els resultats preliminars són prometedors, però els avantatges a llarg termini de la radioteràpia externa amb protons encara no s'han demostrat. A més la radioteràpia amb protons és molt cara i hi ha molt pocs centres que disposin d'aquests aparells als Estats Units i a la resta del món.

Actualment està establerta la radioteràpia externa exclusiva en els càncers de pròstata precoç (T1 i T2) i radioteràpia juntament amb bloqueig androgènic neoadjuvant, concomitant i durant llarg període després de la radioteràpia en estadis avançats (T3). L'inici i la durada de l'hormonoteràpia que s'administra amb la radioteràpia encara no estan completament establerts, però es creu que hauria de començar-se uns tres mesos abans de l'inici de la radioteràpia i perllongar-se durant almenys sis mesos, i en alguns casos fins a tres anys.
La radioteràpia externa també es fa servir per calmar el dolor d'ossos quan el càncer s'ha estès sobre una àrea específica d'os (radioteràpia pal·liativa).
La radioteràpia externa pot tenir efectes secundaris. Durant el tractament, poden aparèixer diarrea, algunes vegades amb sang en la femta, incontinència fecal i irritació intestinal. Ocasionalment, la funció rectal no torna a la seva normalitat una vegada que finalitza la radioteràpia. En un estudi, entre el 10% i el 20% declaraven tenir problemes intestinals, com dolor, coïssor i diarrea, després de finalitzar la radioteràpia. Amb les noves tècniques de conformació en tres dimensions i d'IMRT, es pretén disminuir aquestes complicacions. També poden aparèixer poliúria, disúria i hematúria. Els problemes vesicals persisteixen en al voltant d'un terç dels pacients, sent el problema més freqüent la poliúria. Entre el 2% i el 5% dels homes tractats amb radioteràpia externa informen de l'ús de bolquers a llarg termini per la seva incontinència urinària. La impotència no es produeix immediatament després de la radioteràpia, però es desenvolupa gradualment a partir d'un any. Entre el 30% i el 60% dels homes es tornen impotents al cap de dos anys de finalitzar la radioteràpia. Es produeix de diferent manera a com passa amb la cirurgia, on la disfunció erèctil es produeix immediatament després de la prostatectomia radical. En un estudi que fou efectuat en homes impotents després de la radioteràpia per càncer de pròstata es trobà que la meitat dels homes aconseguien ereccions després de l'administració de Viagra.

#### Braquiteràpia o radioteràpia interna
La braquiteràpia utilitza petites boletes o «llavors» radioactives, més petites que un gra d'arròs, que es col·loquen directament a l'interior de la pròstata. Es necessiten proves d'imatge com ecografia transrectal, TAC o RMN per ajudar a guiar la localització exacta del material radioactiu. Uns programes informàtics especials calculen la dosi exacta de radiació que es necessita i amb aquests càlculs el càncer pot rebre tota la dosi, mentre que els teixits veïns només reben dosis baixes de radiació. Hi ha dos tipus de braquiteràpia prostàtica.
- Braquiteràpia permanent amb llavors: Els materials radioactius són isòtops com el iode-125[70][71] o el pal·ladi-103,[72] que es col·loquen dins d'agulles i s'insereixen a través de la pell del peroné, fins a arribar a la pròstata, on es dipositen de manera controlada.[73] En perfeccionar-se les imatges que ofereixen una visió tridimensional de la pròstata per ecografia transrectal, es pot aconseguir en el mateix moment de la inserció de les agulles el repartiment més homogeni de les llavors en la glàndula, amb una uniformitat de dosi que engloba tota la pròstata i que arriba als 150 Gy en sis mesos. Les llavors permanents alliberen baixa dosi de radiació durant setmanes o mesos. Normalment s'insereixen entre quaranta i cent llavors. A causa del fet que les llavors són petites, només produeixen poques molèsties i no cal prendre mesures especials de protecció radioactiva. Aquest tipus de radioteràpia requereix anestèsia espinal o general i només un dia d'hospitalització. També es pot rebre radioteràpia externa amb braquiteràpia, sobretot si hi ha risc que el càncer hagi sobrepassat els límits de la pròstata o si presenta un Gleason alt. Actualment les recomanacions de la braquiteràpia permanent amb llavors radioactives és: baró major de 60 anys, PSA menor de 10, Gleason menor o igual de 6 i volum prostàtic inferior de 40 ml.

- Braquiteràpia temporal d'alta taxa de dosi (HDR): És una tècnica que consisteix en la inserció de diverses agulles buides a l'interior de la pròstata, a través de les quals passa l'iridi-192 radioactiu, normalment durant 5-15 minuts.[74] Generalment es necessiten al voltant de tres sessions, una per setmana. Aquest tractament és combinat normalment amb radioteràpia externa, ja que amb la HDR s'aconsegueix una dosi baixa i per augmentar-l'es necessitarien diverses sessions. La dosi total de radiació és suficient per eliminar les cèl·lules canceroses.[75] L'avantatge d'aquesta tècnica és que s'aconsegueix més radiació concentrada a la pròstata,< alliberant la uretra i els teixits del voltant com són el recte, la bufeta i els nervis. Al voltant d'una setmana després de la inserció de les agulles, pot haver-hi dolor a l'àrea perineal i l'orina pot ser marró-vermellosa durant un temps.

La braquiteràpia pot produir impotència i incontinència urinària. Problemes intestinals importants a llarg termini, com un tenesme rectal, proctàlgia o diarrea, es produeixen en menys del 5% dels pacients. La incontinència urinària severa, és un efecte secundari infreqüent. Tanmateix, la poliúria pot persistir en un terç dels pacients tractats amb braquiteràpia, possiblement a causa d'una irritació de la uretra. La impotència després de la braquiteràpia es produeix en entre un 20% i un 40%, però amb menys freqüència que amb la cirurgia o la radioteràpia externa.
- Radiofàrmacs (estronci-89 i samari-153): L'estronci-89[76] i samari-153[77] són radiofàrmacs que poden ser fets servir per tractar el dolor d'ossos causat per metàstasis del càncer de pròstata. S'injecten per via intravenosa i es dipositen a les àrees dels ossos que contenen càncer. La radiació alliberada elimina cèl·lules canceroses i alleuja el dolor causat per les metàstasis òssies. Al voltant del 80% dels pacients amb dolor per metàstasis òssies pel càncer de pròstata es beneficien d'aquest tractament. Si el càncer de pròstata s'ha disseminat per molts ossos, és millor provar amb aquesta tècnica que amb la radioteràpia externa. En alguns casos, es pot fer servir juntament amb radioteràpia externa sobre la metàstasi òssia més dolorosa.

### Criocirurgia
La criocirurgia, també anomenada crioablació, es fa servir a vegades per tractar el càncer de pròstata localitzat, congelant les cèl·lules amb una sonda de metall. A través d'una sonda vesical es fa circular aigua salada tèbia per protegir-la de la congelació. La sonda de metall s'introdueix a la pròstata a través d'una incisió a la pell del perineu guiada per ecografia transrectal. Cal anestèsia epidural o general durant aquest procediment. A Espanya hi ha diversos centres on es practica la crioteràpia.
L'aparença dels teixits prostàtics a les imatges ecogràfiques canvien amb la congelació. Per estar segur que es destrueix prou teixit prostàtic sense danyar massa els teixits veïns, l'uròleg observa amb cura les imatges de l'ecografia durant aquest procediment. Aquesta tècnica requereix també la col·locació d'un catèter suprapúbic a través d'una incisió a la pell de l'abdomen fins a la bufeta, per buidar-la d'orina, mentre la pròstata està inflamada per la congelació. El catèter es retira al cap d'una o dues setmanes. Després d'aquest procediment, pot haver-hi algunes molèsties a l'àrea on s'han inserit les sondes. El pacient ha d'estar ingressat a l'hospital un o dos dies.
La criocirurgia és menys invasiva, presenta una menor pèrdua de sang, una curta hospitalització, un curt període de recuperació i menys dolor que la prostatectomia radical. Tanmateix, en comparació amb la cirurgia o la radioteràpia, es coneix molt menys a llarg termini l'efectivitat d'aquesta tècnica. Les tècniques actuals que utilitzen la guia de l'ecografia transrectal i que monitoren amb precisió la temperatura, només estan disponibles des de fa pocs anys. Cal un llarg seguiment (de deu a quinze anys), per recollir i analitzar les dades, motiu pel qual molts metges encara consideren la criocirurgia com un tractament experimental.
La congelació lesiona els nervis propers a la pròstata i causa impotència en la majoria dels homes sotmesos a criocirurgia. Aquesta complicació es produeix amb la mateixa freqüència que en la prostatectomia radical. A més, la congelació pot danyar la bufeta urinària , els intestins, produir dolor, sensació de coïssor i la necessitat de buidar la bufeta i el recte contínuament. La formació d'una fístula entre el recte i la bufeta es produeix en al voltant del 2% dels homes després de la criocirurgia, i requereix una reparació quirúrgica. Al voltant del 50% informen d'inflament al penis o l'escrot després de la criocirurgia, normalment durant dues setmanes, i la majoria dels homes recuperen la funció normal de recte i bufeta.

### Ultrasons focalitzats d'alta intensitat transrectals (Ablatherm)
L'Ablatherm® és un dispositiu mèdic pilotat mitjançant un ordinador, dissenyat per tractar el càncer de pròstata localitzat, usant ultrasons focalitzats d'alta intensitat (HIFU). S'allibera l'energia a través d'una sonda endorectal. Les ones d'ultrasons viatgen a través de les parets del recte sense danyar-lo i són enfocades sobre la pròstata. Aquest enfocament produeix un escalfament intens i provoca la destrucció del teixit que està dins de l'àrea tractada sense danyar els teixits circumdants. El tractament (que dura 1-3 hores) pot dur-se a terme sota anestèsia epidural. Aquest tractament encara és experimental i es necessiten més estudis per incloure'l dins de les opcions de tractament.

### Tractament de bloqueig hormonal androgènic

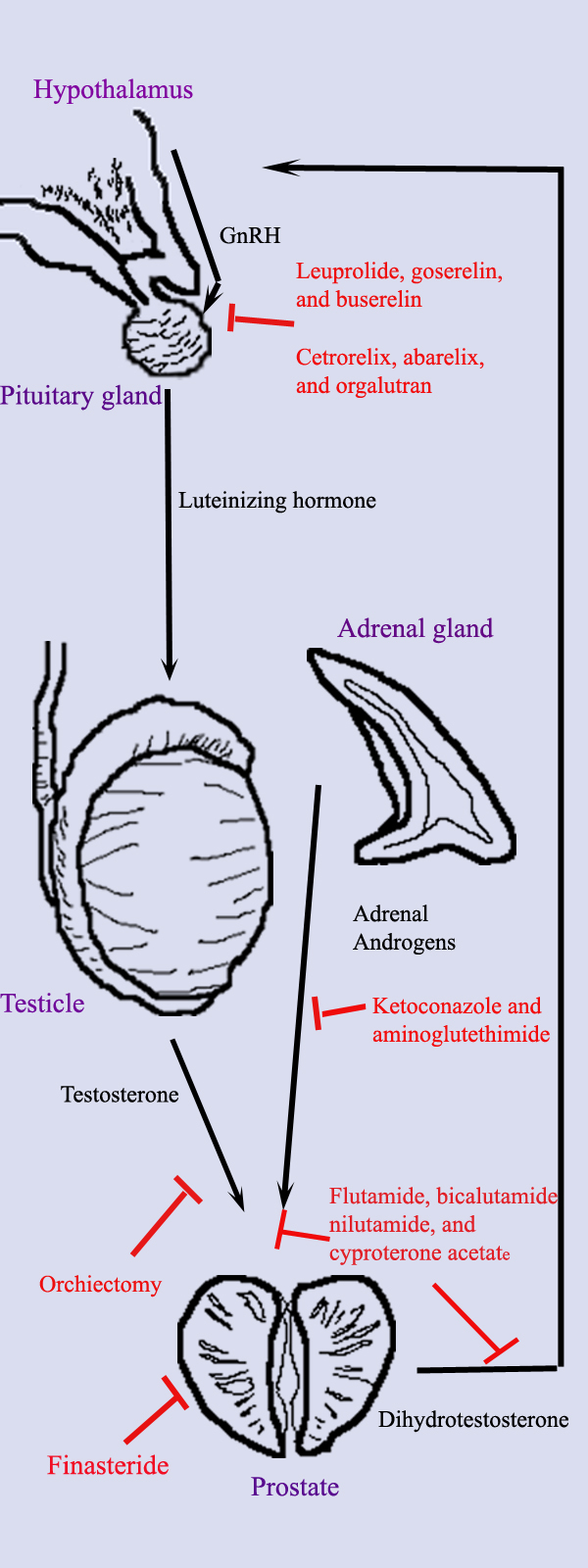
Teràpia hormonal en el càncer de pròstata. El diagrama mostra els diferents òrgans (text lila), hormones (text i fletxes negres) i tractaments (text i fletxes vermells) importants en la teràpia hormonal.

L'objectiu del tractament hormonal és disminuir els nivells d'hormones masculines, els andrògens. El principal androgen es diu testosterona. Els andrògens, produïts sobretot als testicles, promouen el creixement de les cèl·lules canceroses de la pròstata. Quan els nivells d'andrògens són baixos, els càncers de pròstata es redueixen i creixen més lentament. Tanmateix, el tractament hormonal no guareix el càncer i no substitueix un tractament curatiu.
El tractament hormonal pot ser utilitzat en diverses situacions.
- Com a primera línia (tractament inicial o primari o principal), si el pacient no està preparat per una cirurgia o radioteràpia o no pot ser guarit amb aquests tractaments perquè el càncer ha sobrepassat els límits de la pròstata.
- Després d'un tractament inicial, com cirurgia o radioteràpia, si el càncer persisteix o hi ha recaiguda.
- Juntament amb radioteràpia com a tractament inicial (teràpia adjuvant) en certs grups d'homes que tenen alt risc de recaiguda.
- Alguns metges estan provant el tractament hormonal abans de la cirurgia o radioteràpia (tractament neoadjuvant), amb l'objectiu de reduir el càncer i poder fer el tractament primari més efectiu. L'efectivitat d'aquest procediment encara no està demostrada, però sembla que és superior que amb radioteràpia.
- Alguns metges pensen que el tractament amb bloqueig hormonal és més efectiu si es comença tan aviat com sigui possible, una vegada que el càncer s'ha diagnosticat en un estadi avançat, però no tots els metges hi estan d'acord.
- Tradicionalment s'ha reservat el bloqueig androgènic complet als barons de més 80 anys amb càncer de pròstata simptomàtic o avançat.

Hi ha diversos mètodes de tractament del bloqueig androgènic.
- Orquiectomia bilateral: Aquest és probablement el tractament menys car i més simple per reduir la producció d'andrògens. En aquesta operació, l'uròleg extirpa els testicles, on es produeix el 90% dels andrògens. A causa del fet que aquesta font d'andrògens és extirpada, molts càncers de pròstata redueixen la seva grandària. Tot i ser un procediment senzill, molts homes no accepten l'extirpació dels seus testicles.

Al voltant del 90% dels homes que se sotmeten a aquesta operació perden libido i presenten impotència. Alguns homes també experimenten acalorades o sufocacions que normalment remeten amb el temps, ginecomàstia, mastàlgia, osteoporosi, anèmia, disminució de l'agudesa mental, disminució de la massa muscular, augment de pes, fatiga i disminució del colesterol HDL.
- Anàlegs de l'hormona alliberadora d'hormona luteïnizant (LHRH o GnRH): Encara que els anàlegs de l'LHRH (també anomenats agonistes de la LHRH o anàlegs de l'hormona alliberadora de gonadotropines) són molt més cars i requereixen freqüents visites mèdiques, la majoria dels homes prefereixen aquest mètode abans que l'orquiectomia. Aquestes drogues disminueixen els nivells de testosterona d'una forma tan efectiva com l'orquiectomia. Els anàlegs de la LHRH s'injecten per via intramuscular cada mes, cada trimestre, cada quadrimestre o anualment. Els anàlegs LHRH disponibles a Espanya són leuprorelina,[84] goserelina, triptorelina[85] i buserelina.[86]

Els efectes secundaris són similars als de l'orquiectomia bilateral. Quan s'administren per primera vegada els anàlegs de la LHRH s'incrementa la producció de la testosterona breument, abans de la disminució a nivells molt baixos. Aquest «efecte de flamarada» és l'expressió del complex mecanisme d'actuació dels anàlegs de la LHRH. Si el càncer ha metastatitzat en la columna vertebral, pot fins i tot augmentar el seu creixement temporalment, provocant una compressió medul·lar que produeix dolor i paraplegia. Per aquest motiu cal associar antiandrògens amb els anàlegs de la LHRH al principi de la seva administració, sobretot si se sospita una probable compressió medul·lar.
- Antiandrògens: Són medicaments que bloquegen l'acció dels andrògens. Fins i tot després d'una orquiectomia bilateral o durant el tractament amb anàlegs de la LHRH, una petita part dels andrògens es produeix a les glàndules suprarenals. Són medicaments d'aquest tipus la flutamida (Eulexin) i bicatulamida, que s'administren cada dia per via oral. Els antiandrògens s'administren normalment en combinació amb l'orquiectomia o amb anàlegs de l'LHRH. Aquesta combinació es denomina bloqueig androgènic complet (BAC) o bloqueig androgènic màxim (BAM). Encara existeixen algunes controvèrsies sobre si l'efectivitat del BAC és superior a la de l'orquiectomia o els anàlegs de l'LHRH per si sols. Si existeix un benefici, és petit. Existeixen diversos estudis recents que comparen l'efectivitat dels antiandrògens sols amb la dels agonistes de l'LHRH. La majoria no troben diferències en les taxes de supervivència, però n'hi ha que troben que els antiandrògens són lleugerament menys efectius.

Els efectes secundaris dels antiandrògens són similars als de l'orquiectomia. L'efecte secundari més freqüent és la diarrea, de vegades nàusees, problemes hepàtics i cansament.
- Altres medicaments que suprimeixen els andrògens: El dietilestilbestrol (DONIS), un medicament químicament relacionat amb les hormones femenines estrogèniques, és una important alternativa a l'orquiectomia en els homes amb càncer de pròstata. La disminució màxima de la testosterona en plasma s'aconsegueix amb 3 mg/dia de DONIS. A causa dels seus potencials efectes secundaris com la trombosi venosa o la ginecomàstia, l'ús del DONIS és desplaçat pels anàlegs de la LHRH i els antiandrògens. El ketoconazole[87] és un antimicòtic o antifúngic que bloqueja la producció d'andrògens. El megestrol[88] és un esteroide que també pot ser efectiu. Qualsevol d'aquests medicaments pot utilitzar-se si altres tractaments hormonals no són efectius a llarg termini.

- Supressió androgènica intermitent: A causa del fet que la majoria dels càncers de pròstata tractats amb supressió androgènica es tornen resistents al cap de mesos o anys, alguns metges creuen que la supressió androgènica constant no és necessària i per això recomanen un tractament intermitent. Amb aquesta forma de tractament intermitent, la supressió androgènica se suspèn quan el nivell de PSA en la sang deixa de descendir. Si el nivell de PSA torna a augmentar. s'instaura de nou el tractament antiandrogènic. Una altra forma de tractament intermitent consisteix a administrar la supressió androgènica durant un període fix; per exemple administrar-lo durant sis mesos i suspendre'l durant uns altres sis. Actualment estan realitzant-se assajos clínics de tractament hormonal intermitent i encara és aviat per saber si aquest tipus de tractament és millor que el tractament hormonal continu. No obstant això, un avantatge del tractament intermitent per alguns homes és que poden estar lliures d'efectes secundaris com la impotència, les sufocacions i la pèrdua de libido.

### Quimioteràpia
Algunes vegades es recorre a la quimioteràpia si el càncer de pròstata s'ha estès fora de la glàndula prostàtica i el tractament hormonal no fa efecte (hormonoresistència). En la quimioteràpia sistèmica s'administren medicaments per via intravenosa o per via oral. Aquests medicaments entren al torrent sanguini i arriben a totes les parts del cos, fent que aquest tractament sigui potencialment eficaç en els càncers que han metastatitzat (que s'han estès cap a òrgans distants de la pròstata).
L'objectiu d'aquest tractament no és eliminar totes les cèl·lules canceroses, però pot disminuir el creixement del càncer i reduir el dolor. S'obté resposta parcial objectiva en entre el 10% i el 40% dels casos. La quimioteràpia no està indicada com a tractament en cas de càncer de pròstata precoç. Els medicaments de quimioteràpia que s'usen en el càncer de pròstata que ha tornat a créixer i a estendre's després d'un tractament hormonal són:
- Doxorubicina[89]
- Estramustina
- Etopòsid o VP16[90]
- Mitoxantrona[91]
- Vimblastina[92]
- Placlitaxel
- Docetaxel[93]
- Carboplatí[94]

De vegades s'administren dos o més medicaments junts per millorar-ne l'efectivitat. L'addició d'un glucocorticoide com ara la prednisona també pot resultar eficaç.
La quimioteràpia elimina les cèl·lules canceroses però també malmet cèl·lules normals, per la qual cosa pot produir efectes secundaris. Aquests efectes depenen sobretot del tipus de medicament utilitzat, de la dosi, i de la durada del tractament. Els efectes secundaris temporals són nàusees i vòmits, anorèxia, alopècia i lesions en la boca (mucositis). A causa del fet que la quimioteràpia danya la producció de sang a la medul·l'òssia, el recompte de cèl·lules sanguínies pot ser baix. Per això pot augmentar la probabilitat d'infeccions (per disminució de leucòcits), hemorràgies importants amb petites ferides (per disminució de plaquetes), i cansament (a causa de la disminució de glòbuls vermells). La majoria d'aquests efectes desapareixen quan se suspèn el tractament. Tanmateix, hi ha remeis per calmar aquests efectes secundaris temporals com són els antiemètics, o medicaments que estimulen la producció de cèl·lules sanguínies.

### Tractament pal·liatiu
La majoria dels tractaments anteriors tenen com a objectiu eliminar o destruir les cèl·lules del càncer de pròstata o alentir el seu creixement. Tanmateix, també és un objectiu molt important millorar la qualitat de vida del pacient, cosa que consisteix a eliminar el dolor i altres símptomes. El dolor i altres símptomes poden ser tractats molt efectivament:
- Amb analgèsics, especialment opioides,[95] que són molt efectius.

- Amb bifosfonats que són medicaments que poden alleujar el dolor causat per metàstasis òssies i també alentir el creixement d'aquestes metàstasis. L'àcid zoledrònic[96] és el primer bifosfonat aprovat recentment per l'ús en metàstasis òssies del càncer de pròstata.
- Amb glucocorticoides: Alguns estudis suggereixen que els esteroides com la prednisona i la dexametasona poden alleujar el dolor d'ossos en alguns homes amb càncer de pròstata metastàtic.
- Amb radioteràpia: Tant amb radioteràpia externa com amb radiofàrmacs es pot calmar el dolor ossi.

És molt important que el dolor sigui tractat amb efectivitat, perquè el pacient se senti millor i pugui concentrar-se en altres aspectes de la vida. Alguns estudis han demostrat que els pacients que reben un bon tractament analgèsic poden viure més temps i millor.

### Opcions de tractament segons estadiatge
L'estadi del càncer de pròstata és un dels factors més importants per decidir el tractament més idoni. Les opcions de tractament estan basades en el sistema AJCC (TNM):
Estadi I: Si el pacient no presenta cap símptoma del càncer de pròstata, és gran o té algun problema important de salut, mantenir una conducta expectant és la millor opció. Si el pacient és jove i presenta un bon estat de salut, cal considerar la prostatectomia radical o la radioteràpia, especialment si la puntuació Gleason o el PSA no són gaire baixos.
Estadi II: En comparació amb l'estadi I, els càncers de l'estadi II tenen tendència a créixer ràpid i a estendre's fora de la pròstata i provocar símptomes. Com en l'estadi I, la conducta expectant amb seguiment del PSA és sovint una bona opció pels homes que no tenen símptomes, especialment si són grans o tenen altres problemes de salut importants. Les opcions de tractament pels homes més joves i amb bona salut inclouen:
- Prostatectomia radical, sovint extirpant els ganglis limfàtics pelvians, algunes vegades precedit per tractament hormonal.
- Radioteràpia externa sola.
- Braquiteràpia sola.
- Braquiteràpia i radioteràpia externa combinada (les dues formes de radioteràpia poden anar acompanyades de tres a sis mesos de supressió androgènica).
- Criocirurgia (comparada amb la cirurgia o amb la radioteràpia, l'efectivitat a llarg termini és molt menys coneguda).

Estadi III: Les opcions de tractament inclouen:
- Conducta expectant pels homes grans en els quals el càncer no produeix símptomes o que tenen problemes importants de salut.
- Prostatectomia radical en casos seleccionats, sense conservació de les bandeletes nervioses, sovint amb l'extirpació dels ganglis limfàtics pelvians, algunes vegades precedits per tractament hormonal.
- Radioteràpia externa sola.
- Braquiteràpia i radioteràpia externa combinada.
- Tractament hormonal de només supressió androgènica.
- Radioteràpia més supressió androgènica (les dues formes de radioteràpia poden anar acompanyades entre tres i sis mesos de tractament hormonal).

Estadi IV: Les opcions de tractament inclouen:
- Tractament de supressió androgènica.
- Radioteràpia externa juntament amb tractament de supressió androgènica.
- Resecció transuretral per calmar símptomes com sagnat o obstrucció urinària.
- Conducta expectant si el pacient és major i el càncer no produeix símptomes o el pacient presenta altres problemes més importants de salut.
- Si els símptomes no s'alleugen amb el tractament estàndard i el càncer continua creixent i estenent-se, la quimioteràpia pot ser una opció. El pacient pot incloure's en un assaig clínic. El tractament de l'estadi IV inclou tractament pal·liatiu per alleujar els símptomes com el dolor d'ossos.

Càncer de pròstata recurrent: Si el càncer recidiva després de la cirurgia o de la radioteràpia, el següent tractament dependrà dels tractaments efectuats fins a aquest moment. Si el pacient ha estat tractat amb prostatectomia radical, i el càncer reviscola només en una àrea petita, es pot optar per la radioteràpia externa. Si el tractament inicial fou la radioteràpia i el càncer reviscola, la prostatectomia radical pot ser una opció en casos seleccionats a causa de l'alt risc de potencials efectes secundaris, pel que el tractament alternatiu serà l'hormonoteràpia de supressió androgènica.
Càncer de pròstata metastàtic: Si el càncer s'ha estès a altres parts del cos, el pacient ha de rebre tractament hormonal antiandrogènic. El dolor d'ossos pot ser tractat amb radioteràpia externa, amb radiofàrmacs i amb bifosfonats. La quimioteràpia i altres tractaments inclosos dins d'un assaig clínic també han de tenir-se en compte.

## Història
Tot i que la pròstata fou descrita per primer cop per l'anatomista venecià Niccolò Massa (1489-1569) el 1536 i il·lustrada per l'anatomista flamenc Andreas Vesal el 1538, el càncer de prostata no fou identificat fins al 1853. Inicialment es va considerar que el càncer de pròstata era una malaltia rara, probablement a causa de l'esperança de vida més curta i els mètodes de detecció menys eficients del segle xix. Els primers tractaments del càncer de pròstata foren quirúrgics, per alleujar l'obstrucció urinària. L'extirpació de la glàndula sencera (prostatectomia perineal radical) fou efectuada per primer cop el 1804 per Hugh Hampton Young a l'Hospital Johns Hopkins. L'extirpació quirúrgica dels testicles (orquiectomia) per tractar el càncer de pròstata fou efectuada per primer cop a la dècada del 1890, però amb poc èxit. La resecció transuretral de la pròstata va substituir la prostatectomia radical per l'alleujament simptomàtic de l'obstrucció a mitjans del segle xx perquè podia conservar millor la funció erèctil del penis. El 1983, Patrick Walsh desenvolupà la prostatectomia retropúbica radical. Aquest enfocament quirúrgic permet retirar la pròstata i els ganglis limfàtics tot conservant la funció erèctil.
El 1941, Charles Brenton Huggins publicà estudis en què utilitzava estrogen per contrarestar la producció de testosterona en homes amb càncer de pròstata metastàtic. Aquest descobriment de la «castració química» li va valdre el Premi Nobel de Fisiologia o Medicina del 1966. El paper de l'hormona GnRH en la reproducció fou determinat per Andrew Victor Schally i Roger Guillemin, que van compartir el Premi Nobel de Fisiologia o Medicina del 1977 per aquest treball. Posteriorment es desenvoluparen agonistes receptors com ara la leuprolerina i la goserelina, que foren utilitzats per tractar el càncer de pròstata.
La radioteràpia del càncer de pròstata fou desenvolupada per primer cop a principis del segle xx i inicialment consistia en empelts intraprostàtics de radi. La radiació per rajos externs va esdevenir més popular quan es començà a disposar de fonts de radiació més fortes a mitjans del segle xx. La braquiteràpia amb l'empelt de «llavors» fou descrita per primer cop el 1983. La quimioteràpia sistèmica pel càncer de pròstata fou estudiada per primer cop a la dècada del 1970. El règim inicial de ciclofosfamida i 5-fluorouracil aviat fou complementat amb nombrosos altres règims que utilitzaven altres medicaments de quimioteràpia sistèmica.
Avui dia, dins del camp de la medicina de precisió, tenen especial rellevància les investigacions dirigides a trobar tractaments personalitzats pels casos de càncer de pròstata metastàtic. A Espanya, destaquen els estudis sobre aquest tema del grup de Verònica Torrano, pertanyent a la Universitat del País Basc, i de l'Institut d'Oncologia del Campus Vall d'Hebron.